# Большой театр
Государственный академический Большой театр России (также — Большой театр России или просто Большой театр) — один из крупнейших и старейших в России и один из самых значительных в мире театров оперы и балета.
Комплекс зданий театра расположен в центре Москвы, на Театральной площади. Большой театр, его музей, здание исторической сцены — объект культурного наследия народов России федерального значения.

## История

### Петровский театр
Днём основания Большого театра считается 17 (28) марта 1776 года, когда губернский прокурор князь Пётр Урусов получил высочайшее соизволение императрицы Екатерины II с 16 (27) июля «содержать… театральные всякого рода представления, а также концерты, воксалы и маскарады». С 31 августа (11 сентября) он взял к себе «в товарищество» английского «эквилибриста» и механика Майкла Меддокса. В конце 1777 года компаньоны приобрели дом князя Лобанова-Ростовского на Петровке для постройки нового каменного театра.
В феврале 1780 года сгорел Знаменский театр и Урусов, понёсший значительные убытки, уступил свою долю в предприятии Меддоксу, который с 31 марта (11 апреля) стал единоличным содержателем антрепризы и занялся строительством. По проекту архитектора Христиана Розберга был возведён Петровский театр, получивший название по улице, в начале которой он стоял на тесном участке, окружённый хаотичной застройкой. Трёхэтажное кирпичное здание с белокаменными деталями и под тесовой крышей было построено за пять месяцев и обошлось Меддоксу в 130 тысяч рублей серебром, на 50 тысяч больше сметы. Торжественное открытие состоялось 30 декабря 1780 года (10 января 1781 года). Театр имел партер, три яруса лож и галерею, вмещавшие около тысячи зрителей, «маскерадную залу в два света», «карточную» и другие специальные помещения; в 1788 году к театру пристроили новый круглый маскарадный зал — «Ротунду». По другим источникам, зал вмещал 800 посетителей: «В театре было четыре яруса с ложами и две просторные галереи. В партере насчитывалось два ряда с закрытыми по бокам сиденьями. Роскошно украшенные ложи стоили от трёхсот до тысячи рублей и дороже. Билет в партер стоил один рубль. Театральный зал вмещал 800 зрителей и ещё столько же публики вмещалось на галереях». За время владения, Меддоксом в Петровском театре было поставлено 425 оперных и балетных спектаклей. В 1789—1805 годах театр переходил от одного владельца и управляющего к другому и обратно. Меддокс, разорённый строительством, под залог театра брал займы у Опекунского совета, в ведение которого в 1797 году перешёл театр. Петровский театр сгорел 22 октября (3 ноября) 1805 года.

### Большой Петровский театр
После пожара труппа бывшего Петровского театра в 1806 году перешла под юрисдикцию учреждённого Императорского театра, находившегося в ведении общей санкт-петербургской Дирекции императорских театров. К старой труппе Петровского театра причислили новых актёров, в основном из крепостных, купленных у их хозяев (в частности, у Алексея Столыпина). В течение трёх лет труппа давала представления в домашних театрах московской знати; некоторое время спектакли шли в Манеже усадьбы Пашковых — в северном крыле здания на углу Моховой и Большой Никитской улиц (позднее перестроенном под храм Мученицы Татианы).
Новое деревянное здание было построено Карлом Росси на Арбатской площади в 1808 году. Арбатский театр имел партер, бенуар, три яруса лож и раёк, отличался хорошей акустикой; его интерьеры были расписаны художником Михаилом Скотти. Площадь, ранее отличавшуюся непролазной грязью, выровняли и замостили, а перед театром разбили цветники.
Просуществовав четыре года, здание театра сгорело в пожаре 1812 года. Во время французской оккупации Москвы по требованию губернатора Фёдора Ростопчина артисты Большого театра были эвакуированы в Плёс. Там театральной конторе, гардеробу и библиотеке отвели двухэтажный дом на берегу Волги, а театральное училище поместили в трёх мещанских домах, стоявших на горе.

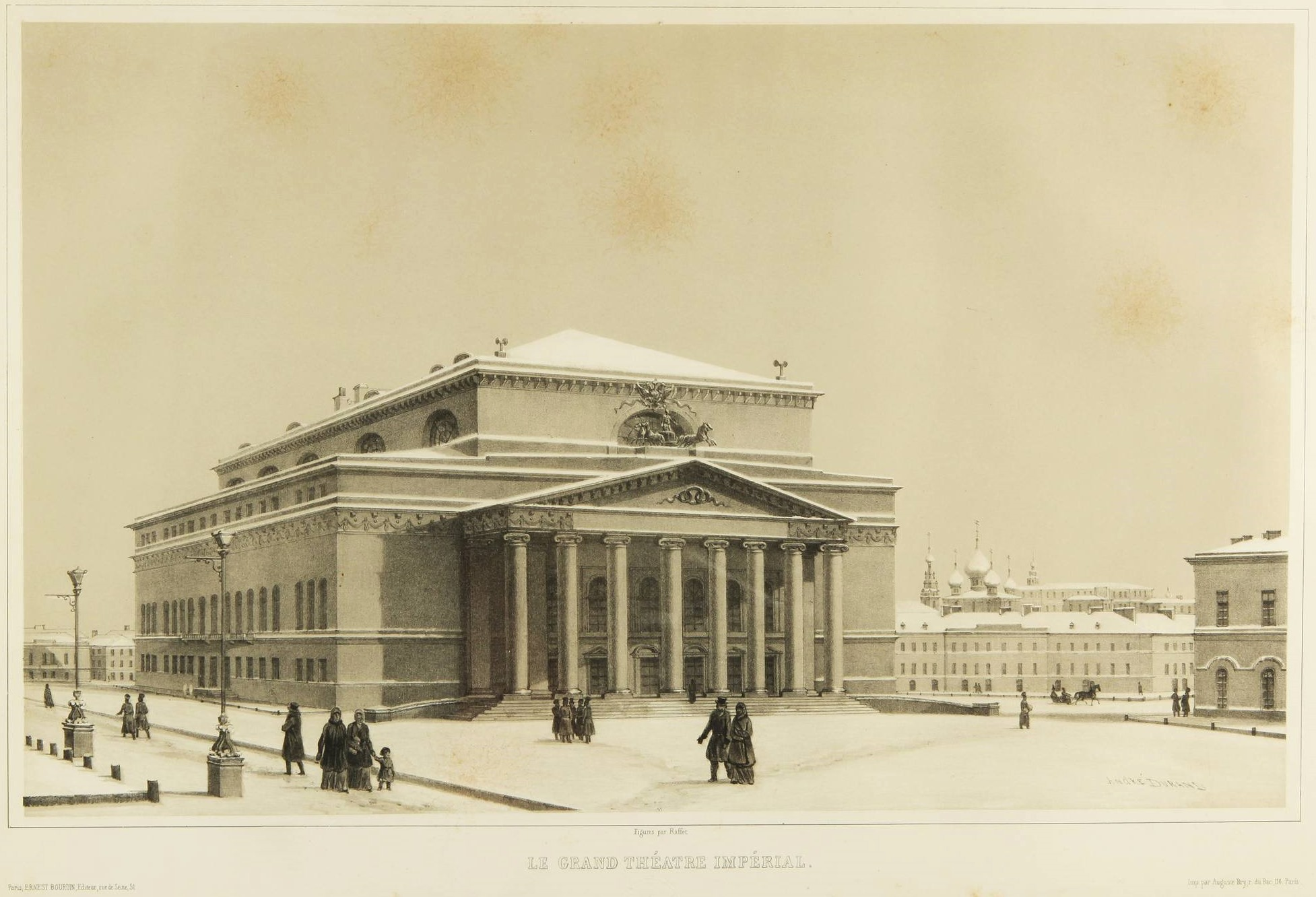
Большой театр в 1839 году, гравюра 1840-х годов

После возвращения в 1814 году театр разместился на Знаменке в доме Апраксиных, который был построен в 1792 году по проекту архитектора Франческо Кампорези. Театральное помещение в доме Апраксина было тесным и неудобным, вместо кресел там стояли обтянутые грубым сукном скамейки; несколько раз за время нахождения там Петровского театра в нём случались пожары. В 1818-м труппе предоставили обновлённый театр на Моховой, где она выступала ещё до войны.
В 1816 году Комиссия о строении Москвы объявила конкурс на возведение нового здания театра, обязательным условием которого стало включение в постройку обгоревшей стены театра Меддокса. В конкурсе приняли участие Л. Дюбуи, Доменико Жилярди, Ф. Кампорези, Пьетро Гонзаго, Алексей Бакарев и другие архитекторы, но ни один проект не был принят. Победителем повторного конкурса 1819 года был признан проект профессора Академии художеств Андрея Михайлова. Однако его проект посчитали слишком дорогостоящим, к тому же задуманное им здание театра по своему масштабу, чрезмерно крупному, не соответствовало окружающей застройке. Переработку проекта поручили архитектору Осипу Бове, который полностью сохранил основы композиции Михайлова, однако существенно изменил пропорции здания, уменьшив его высоту с 41 до 37 метров, а также внёс существенные коррективы в его наружную и внутреннюю отделку. Строительство нового здания началось в июле 1820 года.
По замыслу Бове, претворявшего в жизнь идеи разработанного им и утверждённого в 1817 году генерального плана Москвы, театр должен был стать композиционным центром ампирного города-храма, восславлявшего победу в Отечественной войне. Величие театра подчёркивалось разбитой перед ним строгой прямоугольной площадью, в 1820-е годы называвшейся Петровской, но вскоре переименованной в Театральную. Бове привёл спроектированный Михайловым объём в соответствие с площадью и развернул квадригу Аполлона к зрителям. Проект сооружения театра был утверждён 10 ноября 1821 года; ещё до его утверждения Бове приступил к постройке фундаментов театра по намеченному им плану, при этом часть фундаментов сгоревшего здания была сохранена.

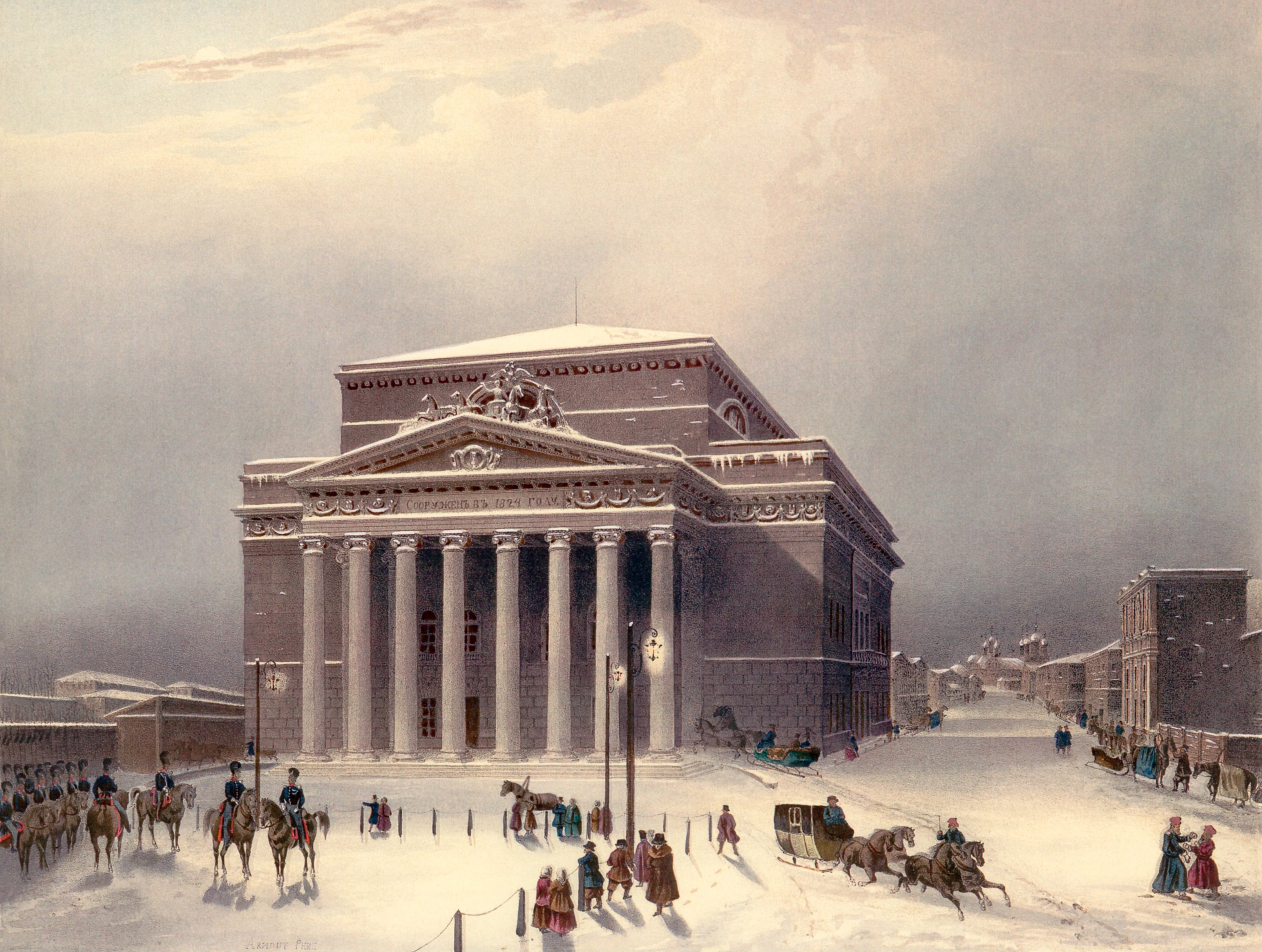
Большой театр. Гравюра по рисунку 1830-х годов

Театр открылся 6 (18) января 1825 года представлением «Торжество муз» — прологом в стихах Михаила Дмитриева, музыка Фридриха Шольца, Алексея Верстовского и Александра Алябьева: сюжет в аллегорической форме рассказывал, как Гений России, объединившись с музами, из развалин сгоревшего Большого Петровского театра Меддокса создал новый. Роли исполняли лучшие московские актёры: Гений России — трагик Павел Мочалов, Аполлон — певец Николай Лавров, муза Терпсихора — ведущая танцовщица московской труппы Фелицата Гюллень-Сор. После антракта был показан балет «Сандрильона» («Золушка») на музыку Фернандо Сора, балетмейстеры Гюллень-Сор и Иван Лобанов, постановка перенесена со сцены Театра на Моховой. На следующий день спектакль был повторён. Об этом открытии сохранились воспоминания Сергея Аксакова: «Большой Петровский театр, возникший из старых, обгорелых развалин… изумил и восхитил меня… Великолепное громадное здание, исключительно посвящённое моему любимому искусству, уже одной своею внешностью привело меня в радостное волнение»; а Владимир Одоевский, восхищаясь балетным спектаклем, писал об этом представлении так: «Блеск костюмов, красота декораций, словом, все театральное великолепие здесь соединилось, как равно и в прологе».

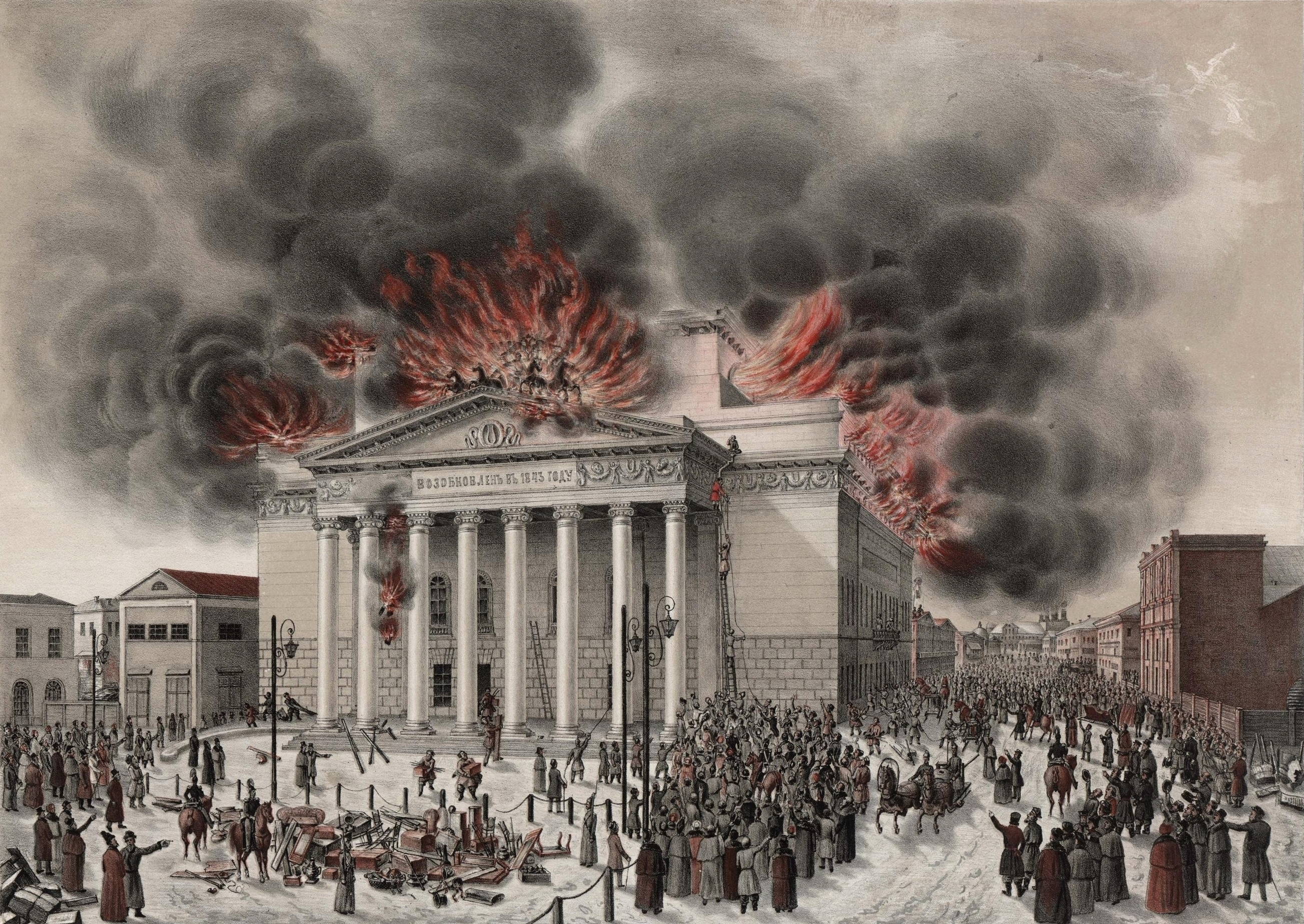
Пожар 1853 года. Литография

В 1842 году театр перешёл от московской Дирекции под руководство петербургской Дирекции императорских театров; из Санкт-Петербурга в Москву приехала оперная труппа, а управляющим Московской театральной конторой был назначен композитор Алексей Верстовский, который занимал эту должность до 1859 года. Крупная реконструкция театрального здания была осуществлена в 1843 году по проекту архитектора Александра Никитина — он заменил ионические капители портика на капители типа Эрехтейона, перестроил линию боковых лож, кулуары и сценическую часть, где появилась арьер-сцена.
11 (23) марта 1853 года театр сгорел; от пожара, длившегося несколько дней, уцелели только каменные внешние стены здания и колоннада портика.

### Императорский Большой театр

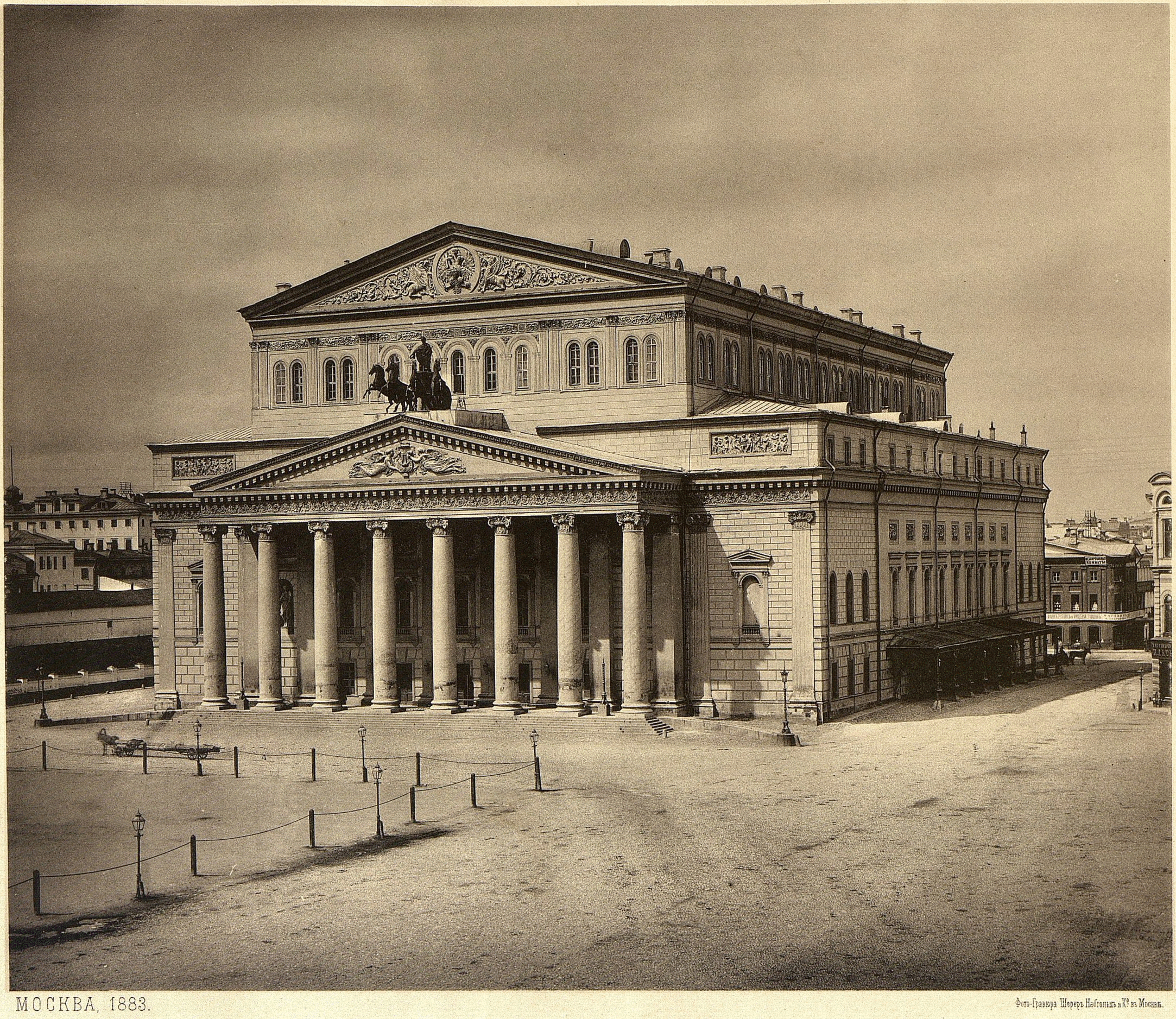
Фотография Николая Найдёнова. 1883 год

К конкурсу на восстановление театра были привлечены архитекторы Константин Тон, А. С. Никитин, Александр Матвеев и главный архитектор Императорских театров Альберт Кавос. Победил проект Кавоса; театр был восстановлен за три года. В основном объём здания и планировка были сохранены, однако Кавос несколько увеличил высоту здания, изменил пропорции и полностью переработал архитектурный декор, оформив фасады в духе ранней эклектики. Взамен погибшей при пожаре алебастровой скульптуры Аполлона над входным портиком поставили бронзовую квадригу работы Петра Клодта. На фронтоне был установлен гипсовый двуглавый орёл — государственный герб Российской империи. Театр открылся вновь 20 августа 1856 года оперой Беллини «Пуритане».
В 1886—1893 годах тыльная сторона здания была перестроена по проекту архитектора Эдуарда Гернета, в результате чего сохранённые Кавосом колонны портика оказались внутри складских помещений. В 1890 году в стенах здания появились трещины; проведённое обследование выявило, что фундаменты театра покоились на сгнивших деревянных сваях. В 1894—1898 годах по проекту архитекторов Ивана Рерберга, Константина Терского и Карла Маевского под здание театра был подведён новый фундамент. Однако осадка здания не прекратилась: в 1902 году во время спектакля значительно осела стена зрительного зала, в результате чего заклинило двери в средние ложи и публика была вынуждена выбираться через соседние.

### XX век

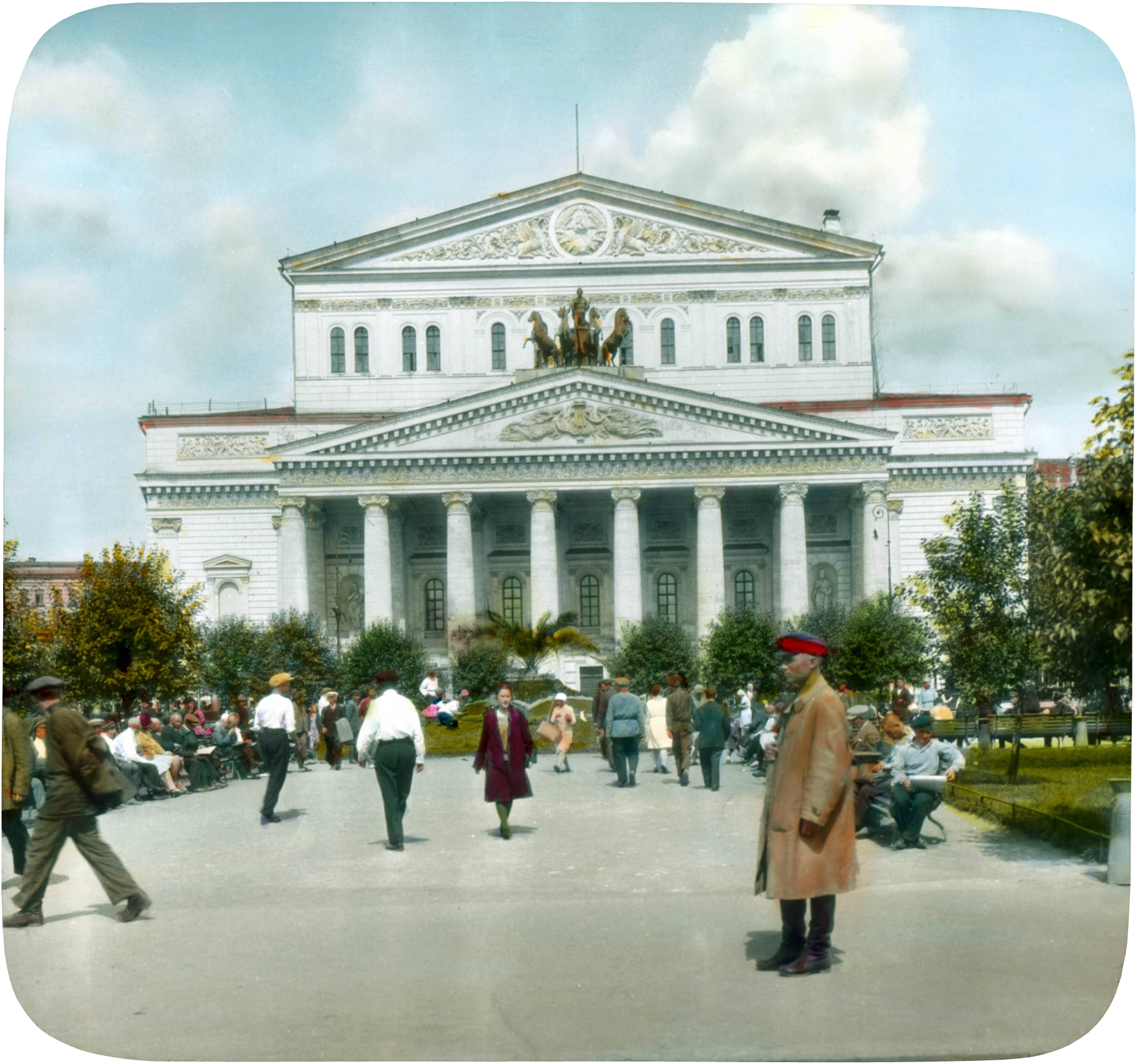
Большой театр в 1930 году

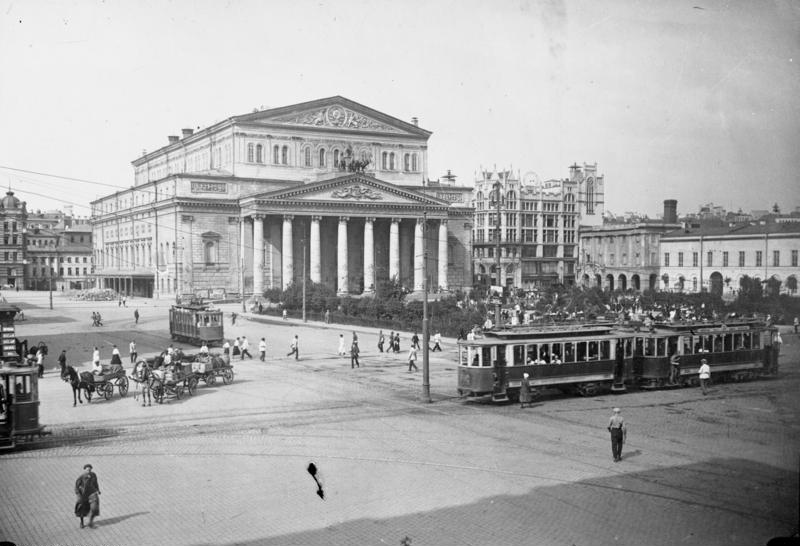
Большой театр в 1932 году

С 1918 года Большой театр стал называться академическим. В течение нескольких лет после Октябрьской революции не прекращались споры о судьбе театра; многие высказывались за его закрытие, начиная с Ленина. Активно ему, в 1922 году тяжело заболевшему, противостояли Сталин, в 1922 году ставший Генеральным секретарём ЦК РКП(б), Анатолий Луначарский, нарком просвещения, и Михаил Калинин, председатель Всероссийского ЦИК.

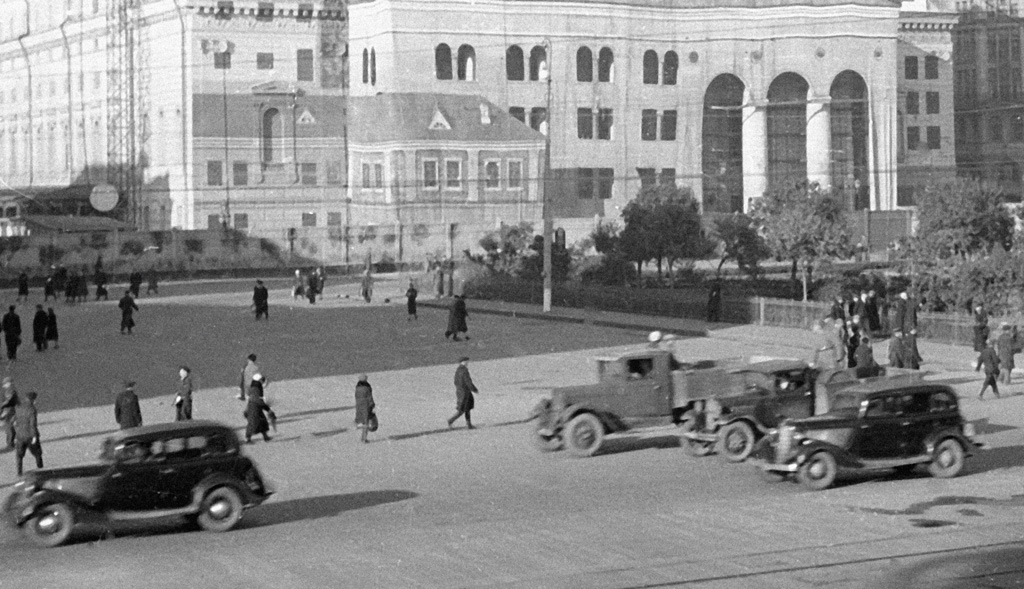
Защитная маскировка фасада. Август 1942 года

В 1922 году Президиум ВЦИК постановил считать закрытие театра хозяйственно нецелесообразным. В 1921 году здание театра обследовала комиссия, включающая видных московских архитекторов Алексея Щусева, Ивана Машкова, Сергея Воскресенского и Ивана Жолтовского; комиссия пришла к выводу о катастрофическом состоянии полукольцевой стены зрительного зала, которая служила опорой для сводов коридоров и всего зрительного зала. Работы по укреплению стены под руководством Ивана Рерберга начались в августе-сентябре 1921 года и продолжались в течение двух лет. В 1928 году с целью ликвидации ранговой иерархии посетителей архитектор П. А. Толстых перепланировал ряд лестниц и других помещений здания . В середине 1920-х годов старый занавес с изображением квадриги Аполлона был заменён новым, выполненным по рисунку Фёдора Федоровского. 12 января 1925 года в здании открылся Первый всесоюзный съезд учителей, в котором приняли участие 1660 человек.
В 1936—1961 годах в здании театра Солодовникова располагался филиал Большого, позже переехавший в построенный Кремлёвский дворец съездов. С 15 апреля 1941 года историческая сцена находилась на реконструкции, и в филиале 22 июня прошла премьера оперы Гуно «Ромео и Джульетта», в которой партию Ромео исполнял Сергей Лемешев. Зал был полон. В годы Великой Отечественной войны с октября 1941 по июль 1943 года Большой находился в эвакуации в Куйбышеве, где на сцене оперного театра поставил спектакли «Евгений Онегин», «Лебединое озеро», «Травиата», «Аида», «Кармен», «Пиковая дама», «Вильгельм Телль», при этом во время эвакуации поезд с декорациями и костюмами попал под бомбёжку и весь реквизит был уничтожен. 5 марта 1942 года в театре состоялось первое исполнение Седьмой симфонии Шостаковича. В это время коллектив театра активно вносил средства в Фонд обороны и получил за это благодарность от Сталина. Худруком Большого балета в эвакуации был назначен Асаф Мессерер, который и также выходил на сцену. Артисты и музыканты сначала разместились в здании школы № 81, затем были переселены в жилой дом на улице Некрасовской, 17.
26 сентября 1943 года основная сцена Большого вновь открылась оперой Глинки «Иван Сусанин».
В 1955 году на сцене появился новый занавес из парчи — «золотой», выполненный по проекту Федоровского, который на протяжении 50 лет был главным оформителем. После реконструкции театра, занавес в отреставрированном и слегка изменённом виде (были заменены гербы и надписи) вновь украсил сцену.
С 1976 по 1991 год театр официально назывался «Государственный дважды ордена Ленина академический Большой театр Союза ССР».

### XXI век

#### Новая сцена
Здание Новой сцены Большого театра по адресу: улица Большая Дмитровка, дом 4, стр. 2 на 879 мест строилось с 1995 по 2002 год на месте исторических многоквартирных домов. В оформлении плафона зрительного зала использованы эскизы Леона Бакста в редакции Зураба Церетели.
Новая сцена открылась 29 ноября 2002 года оперой Римского-Корсакова «Снегурочка». Во время реконструкции Основной сцены, с 2005 по 2011 год, на ней исполнялся весь оперный и балетный репертуар театра.

#### Реконструкция 2005—2011 годов

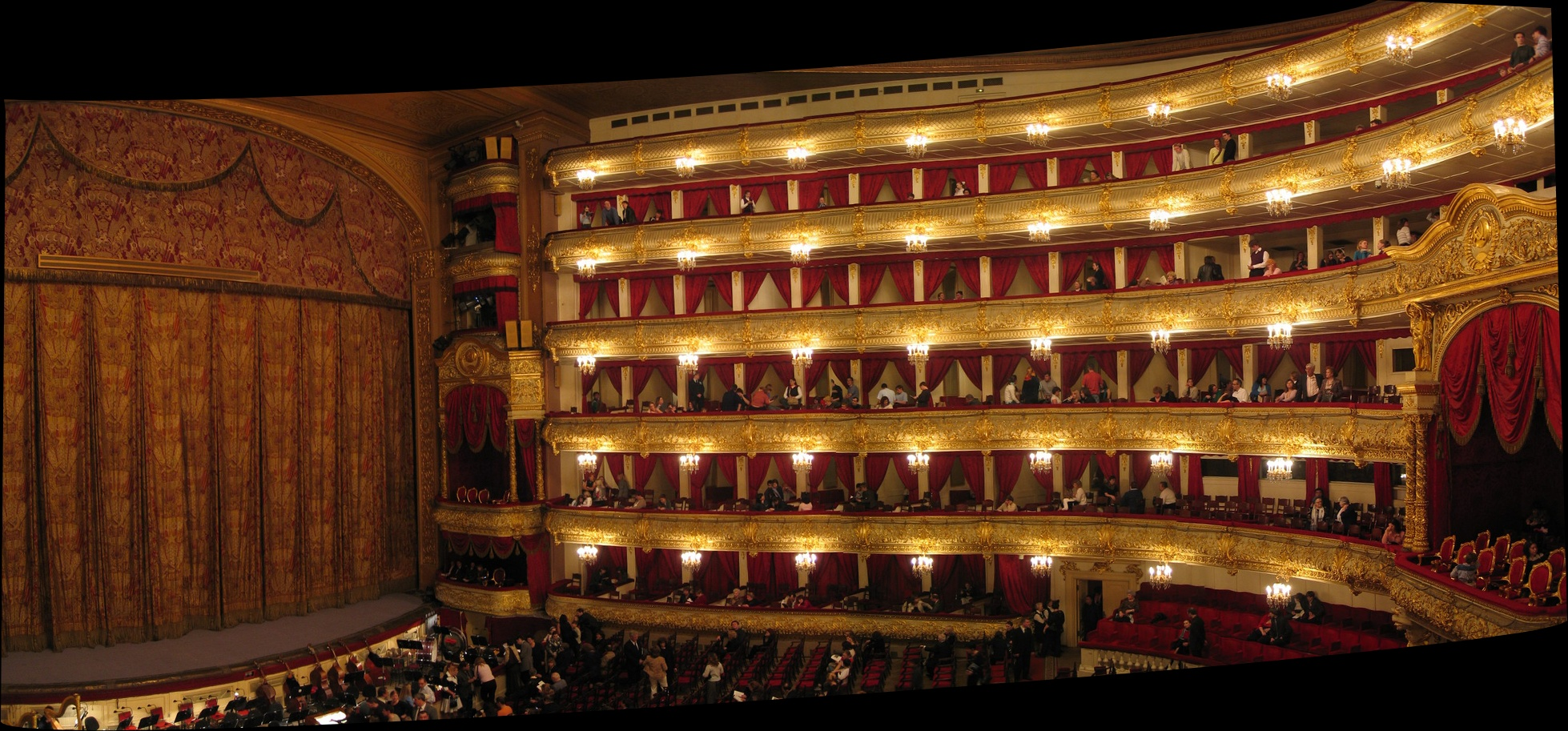
Зрительный зал до реконструкции, 2005 год

1 июля 2005 года Историческая сцена Большого театра закрылась на реконструкцию, которую первоначально предполагали завершить в 2008 году. Последним спектаклем, прошедшим на Основной сцене перед закрытием, стала опера Мусоргского «Борис Годунов» (30 июня 2005 года). Театр был открыт 28 октября 2011 года гала-концертом с участием артистов оперы и балета в постановке Дмитрия Чернякова. Премьера оперы Глинки «Руслан и Людмила», также в постановке Чернякова, которой изначально предполагалось открыть театр, состоялась 2 ноября.
Подготовительные работы для предстоящей реконструкции, в ходе которых от исторического здания остались только три несущих стены — главный фасад и боковые, а под фундаментом был вырыт гигантский котлован глубиной более 30 метров, сильно затянулись.

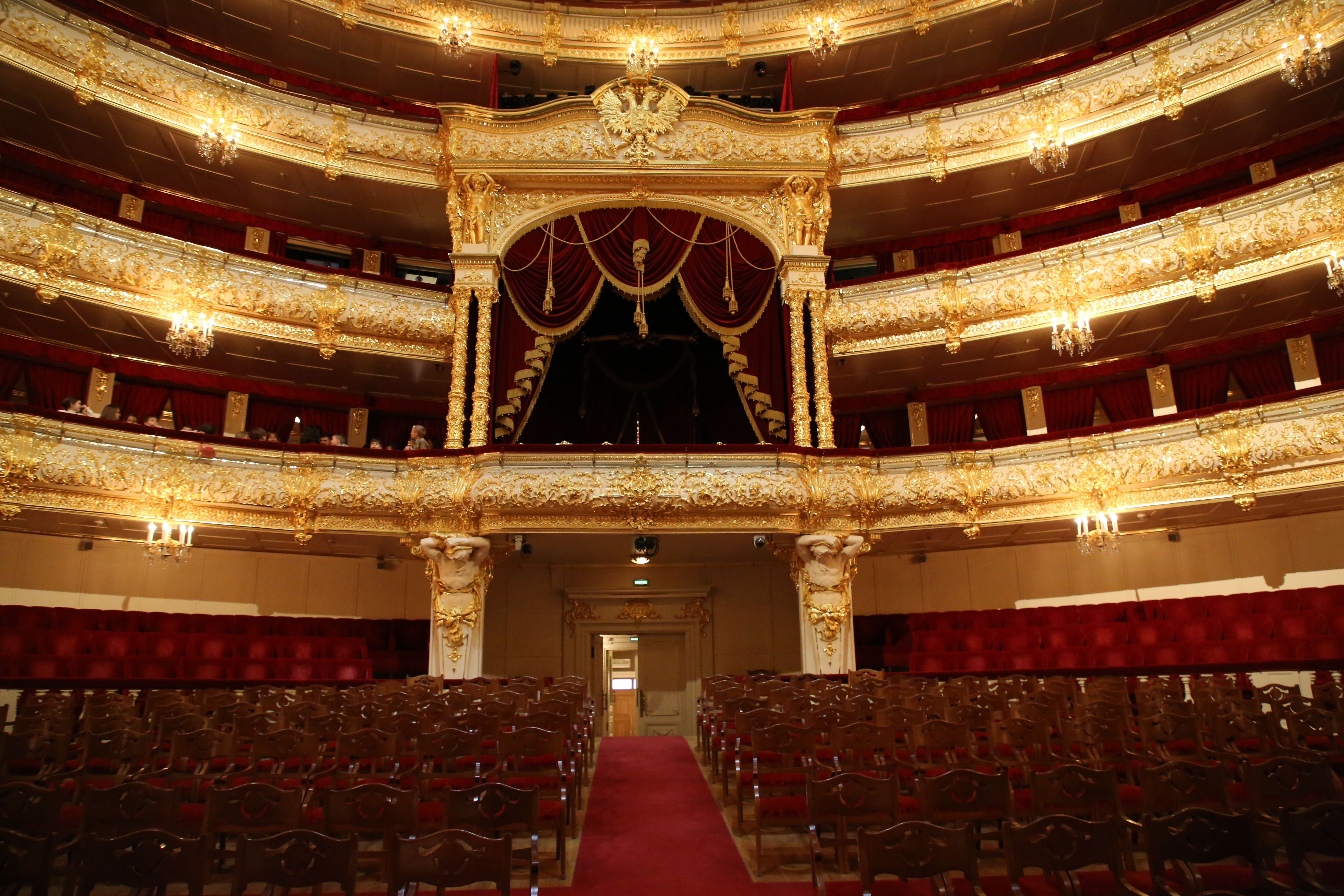
Зрительный зал после реконструкции, 2019 год

В ходе реконструкции количество мест в зрительном зале было уменьшено с 2155 до 1740.
В сентябре 2009 года СКП России возбудил уголовное дело о необоснованном расходовании средств. По данным Счётной палаты, за период реконструкции Большого театра её стоимость выросла в 16 раз, а по словам министра культуры Александра Авдеева на март 2011 года превысила 20 млрд рублей (500 млн €), что якобы было в первую очередь связано с сильным подорожанием цемента и кирпича.
14 февраля 2012 года Счётная палата РФ указала, что «реконструкция Большого театра обошлась в 35,4 млрд рублей, вместо запланированных 37 млрд, что составляет 95,5 процентов сметной стоимости».

#### Современная история

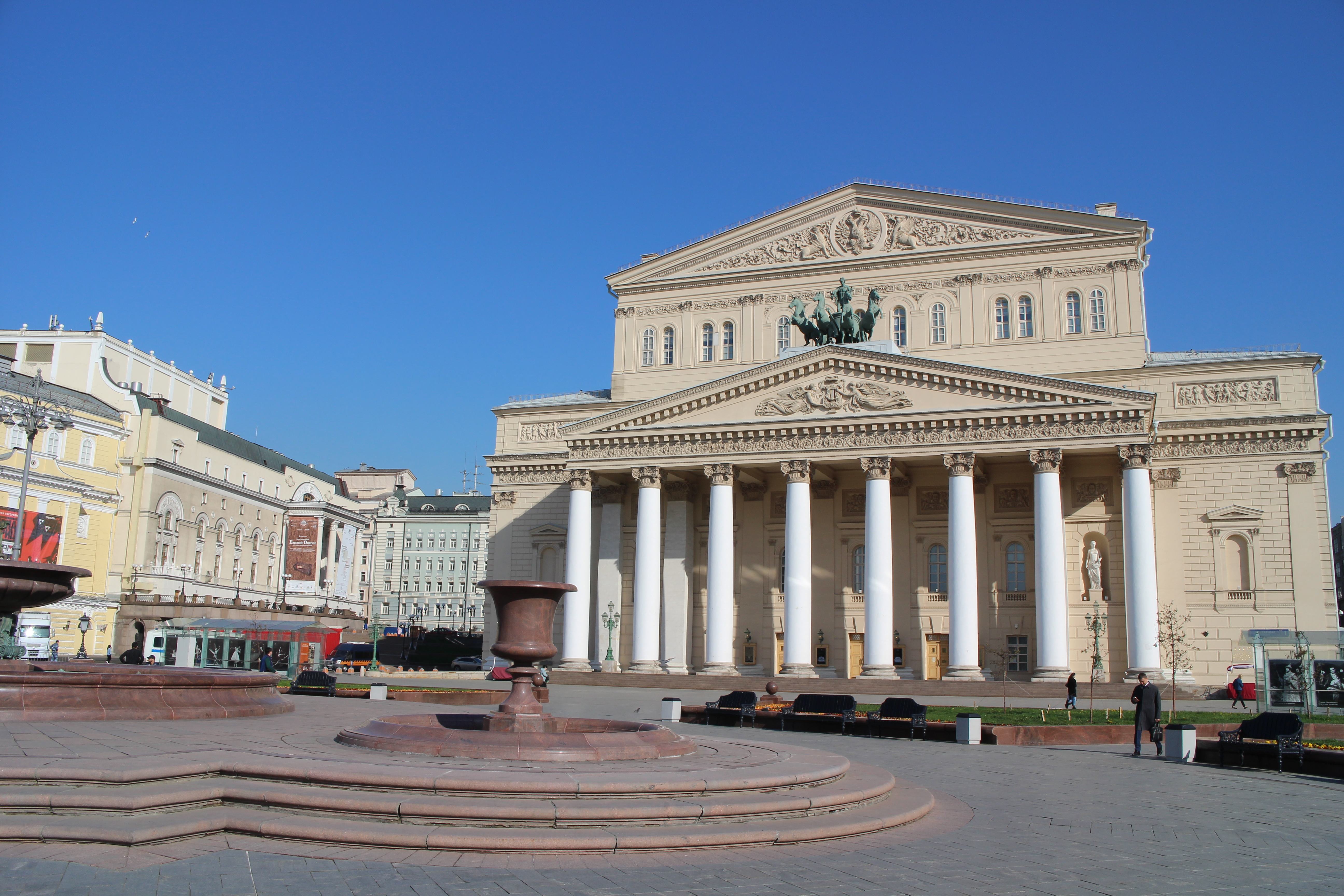
Большой театр, фасад. 2019 год

С 2009 года, после ухода Александра Ведерникова с поста главного дирижёра, музыкальными руководителями театра были композитор Леонид Десятников (2009—2010) и дирижёр Василий Синайский (2010—2013). В январе 2014 года главным дирижёром и музыкальным руководителем театра стал Туган Сохиев.
С июля 2013 года Владимир Урин занимал пост генерального директора Большого театра.
В 2013 году в Большом театре был установлен новый, четвёртый в истории театра, духовой орган производства немецкой органостроительной фирмы «Глаттер-Гёц».
В июле 2016 года Большой театр при поддержке группы «Сумма» и департамента культуры правительства Москвы запустил серию уличных трансляций своих спектаклей. Трансляции осуществлялись на специальном всепогодном экране, смонтированном на главном фасаде театра, и были приурочены к пятилетию со дня окончания реставрации. 1 и 2 июля была показана опера Римского-Корсакова «Царская невеста», 8 и 9 июля прошли показы балета Джорджа Баланчина «Драгоценности».
В марте 2020 года, на фоне карантина, вызванного пандемией коронавируса, Большой театр начал серию онлайн-трансляций ранее записанных спектаклей «золотого фонда» на своём официальном YouTube-канале. В первые сутки балет «Лебединое озеро» посмотрели более 1 млн человек. В рамках карантина также состоялся концерт, где звезды классической сцены и эстрады, актёры театра и кино выступили при пустом зале, чтобы выразить свою благодарность медикам и другим работникам, которые продолжают деятельность в период пандемии.
В сентябре 2020 года YouTube-канал Большого театра первым из российских театров получил «Серебряную кнопку».
В сентябре 2023 года, в связи с российским вторжением на Украину, Владимир Урин подтвердил, что в театре убирают из репертуара спектакли, авторы которых высказали свою позицию против агрессии, а их имена снимают с афиш.
1 декабря 2023 года Михаил Мишустин подписал распоряжение о назначении на пост гендиректора театра Валерия Гергиева.
В феврале 2024 года цены на билеты выросли сразу на 150 %, что в театре объясняли борьбой со спекулянтами. Летом того же года цены в партер Исторической сцены достигли 50 тысяч рублей против 15 тысяч рублей полугодом ранее, что вызвало резкую критику нового руководства театра со стороны зрителей. В официальном ответе Министерства культуры РФ зрителям разъяснили, что после пересмотра театром политики по определению цен на спектакли максимальная стоимость билета на самые востребованные спектакли на Исторической сцене составляет 40 тысяч рублей при минимальной стоимости билета 4 тысячи рублей. По информации официального сайта театра, эти данные о максимальной стоимости билета при динамическом ценообразовании на момент предоставления ответа действительности не соответствовали.
С 1 октября 2024 года для покупки билета в театр требуется указывать имя зрителя, а при посещении спектакля — представлять документы, подтверждающие личность. Нововведение объяснили борьбой с перепродажей билетов и заботой о зрителях. 25 ноября 2024 года театр объявил о новом способе приобретения билетов на балет «Щелкунчик» в декабре: только на сайте театра и на аукционе, минуя кассы. Решение вызвало общественный резонанс, сомнения в последствиях такого решения для рядового зрителя выразили Григорий Заславский и Марк Варшавер.

## Важные даты
- 17 (28) марта 1776 — день основания Большого театра (создание труппы).
- 30 декабря 1780 — открытие Петровского театра.
- 8 октября 1805 — пожар, гибель здания Петровского театра.
- 1806 — театр получает статус Императорского.
- 13 апреля 1808 — открытие Нового арбатского императорского театра.
- 1812 — пожар, гибель здания театра.
- 1821—1824 — строительство нового здания театра по проекту О. Бове.
- 6 января 1825 — открытие Большого Петровского театра.
- 1842 — крупная реконструкция театра по проекту А. С. Никитина.
- 11 марта 1853 — пожар, гибель здания театра.
- 14 мая 1855 — утверждение проекта восстановления здания театра Альберта Кавоса.
- 20 августа 1856 — открытие Большого театра.
- 16 декабря 1888 — премьера оперы «Борис Годунов» М. Мусоргского.
- 1895 — капитальный ремонт фундаментов театра.
- 10 октября 1901 — премьера оперы «Псковитянка» Н. Римского-Корсакова с Ф. И. Шаляпиным в роли Ивана Грозного.
- 28 февраля 1917 — отмена статуса Императорского театра.
- 4 мая 1919 — первый симфонический концерт оркестра театра, дирижёр — Сергей Кусевицкий.
- 7 декабря 1919 — распоряжение о переименовании: Государственный академический Большой театр.
- 12 декабря 1919 — попытка упразднения[60] Большого театра.
- 18 февраля 1921 — открытие Бетховенского зала.
- 1921—1923 реконструкция здания театра под руководством И. И. Рерберга.
- Февраль 1922 — решение Президиума ВЦИК о продолжении работы Большого театра.
- 1 февраля 1925 — Торжественное празднование 100-летнего юбилея[61].
- 1935 — премьера оперы «Леди Макбет Мценского уезда» Д. Шостаковича.
- 2 июня 1937 — Большой театр награждён первым орденом Ленина — за выдающиеся успехи в области оперного и балетного искусства.
- 15 апреля 1941 — начало реконструкции здания.
- 1941 — эвакуация театра в Куйбышев.
- 28 октября 1941 — в здание театра попадает бомба.
- 26 сентября 1943 — первый спектакль после возвращения из эвакуации.
- 16 декабря 1948 — премьера оперы «Борис Годунов» в постановке Леонида Баратова и в сценографии Фёдора Федоровского.
- 1955 — установка знаменитого «золотого» занавеса на сцене Большого театра. Автор проекта — Фёдор Федоровский.
- 1956 — балетная труппа впервые отправилась на знаменитые гастроли Большого театра в Лондоне.
- 1959 — всемирно известный певец Марио дель Монако выступает в опере «Кармен» Ж. Бизе, в партии Хозе (Кармен — И. Архипова).
- 1960 — мировая премьера оперы «Повесть о настоящем человеке» С. Прокофьева.
- 1960-е — 1970-е — реконструкция здания.
- 1961 — Большой театр получает сценическую площадку в кремлёвском Дворце съездов.
- 1964 — Марлен Дитрих выступает со своей программой шоу «Marlene Expirience»[источник не указан 2229 дней]. Вызвана под занавес 200 раз[источник не указан 2229 дней].
- 1964 — Юрий Григорович назначен главным балетмейстером Большого театра.
- 1968 — премьера балета «Спартак» А. Хачатуряна в постановке Ю. Григоровича.
- 1975 — завершение реконструкции здания.
- 1976 — торжественное празднование 200-летия Большого театра. Награждение вторым орденом Ленина.
- 1982 — премьера балета «Золотой век» Д. Шостаковича в постановке Ю. Григоровича.
- 4 июля 1985 — Марк Рейзен в возрасте 90 лет исполнил партию Гремина в опере «Евгений Онегин», тем самым став рекордсменом Книги рекордов Гиннесса.
- 29 ноября 2002 — открытие Новой сцены Большого театра.
- 2 июля 2005 — закрытие здания Большого театра на реконструкцию[62].
- 1 октября 2011 — Большой театр сдан в эксплуатацию, спустя 6 лет и 3 месяца[63].
- 28 октября 2011 — торжественное открытие Большого театра после реконструкции[64][65][66][67].
- 1 декабря 2011 — возобновление постановки оперы «Борис Годунов» 1948 года.
- 14 мая 2013 — концерт-презентация с открытием нового духового органа фирмы «Глаттер-Гёц».
- 8 июня 2013 — премьера оперы «Князь Игорь» А. Бородина в постановке Ю. Любимова.
- 2015 — мировая премьера балета «Герой нашего времени» И. Демуцкого.
- 18 февраля 2016 — премьера оперы «Катерина Измайлова» Д. Шостаковича (дирижёр-постановщик Туган Сохиев, режиссёр-постановщик Римас Туминас).
- 22 июля 2016 — премьера драматической легенды «Осуждение Фауста» Г. Берлиоза (дирижёр-постановщик Туган Сохиев, режиссёр-постановщик Петер Штайн).

## Орган
В 1913 году в Большом театре был установлен орган немецкой фирмы «Эберхард Фридрих Валькер», Opus 1738, 26/II/P. Однако он не сохранился. В 2013 году был установлен новый духовой орган производства немецкой органостроительной фирмы «Глаттер-Гёц». Монтаж инструмента закончился в январе, но впервые орган зазвучал только 14 мая на специальной гала-презентации с участием российских органистов и музыкантов Большого театра.
Инструмент занимает 7-е место среди духовых органов Москвы по количеству регистров. Он находится за порталом сцены с левой стороны, на специальной галерее, расположенной на высоте около 10 метров, что создаёт определённые трудности для исполнителей. Все трубы скрыты в деревянном корпусе, трубы II мануала дополнительно отгорожены раздвижными жалюзи-швеллером. Передвижной органный пульт соединяется с органом при помощи электрической регистровой и игровой трактур, что позволяет располагать его в оркестровой яме или на сцене.
Диспозиция органа «Глаттер-Гёц» (нем. Glatter-Götz),  Германия, Овинген. 2013 год. Красным цветом в диспозиции выделены язычковые регистры.
| I. Hauptwerk C-a3 |      |
| Gedeckt           | 16’  |
| Prinzipal         | 8’   |
| Flûte harmonique  | 8’   |
| Salicional        | 8’   |
| Gedeckt           | 8’   |
| Oktave            | 4’   |
| Spitzflöte        | 4’   |
| Superoktave       | 2’   |
| Mixtur IV—V       | 1/3′ |
| Kornett V         |      |
| Trompete          | 8’   |

| II. Schwellwerk C-a3 |       |
| Geigenprinzipal      | 8’    |
| Rohrflöte            | 8’    |
| Gambe                | 8’    |
| Voix coelestis       | 8’    |
| Prinzipal            | 4’    |
| Traversflöte         | 4’    |
| Nasat                | 2/3′  |
| Oktave               | 2’    |
| Terz                 | 13/5′ |
| Mixture III          |       |
| Englisch Horn        | 8’    |
| Oboe                 | 8’    |

| Pedal C-f1                         |     |
| Subbass (variable)                 | 32’ |
| Prinzipalbass                      | 16’ |
| Subbass (Gedeckt 16’ HW)           | 16’ |
| Oktavbass (Prinzipalbass 16’ Ped.) | 8’  |
| Gedecktbass                        | 8’  |
| Prinzipal                          | 4’  |
| Posaune                            | 16’ |
| Trompete (Posaune 16' Ped.)        | 8’  |

| 1819 труб, 31 регистр, два мануала и педаль (31/II/P). |
| Электрическая игровая и регистровая трактуры, а также копулы. |
| Вспомогательные устройства: - октавные удвоения: I sub, I super, II sub, II super; - копулы мануалов: II/I, II sub/I, II super/I; - копулы к педали: II/P, II super/P, I/P; - Тремулянт II мануала; - система записи и воспроизведения. |

## Репертуар
За время существования театра здесь было поставлено более 800 произведений. Первой постановкой, созданной труппой театра, стала опера Д. Зорина «Перерождение» (1777). Большой успех у публики, по воспоминаниям современников, имела премьера оперы М. Соколовского «Мельник — колдун, обманщик и сват» (1779). В этот период существования театра репертуар был достаточно пёстрым: оперы русских и итальянских композиторов, танцевальные картины из русского народного быта, балеты-дивертисменты, спектакли на мифологические сюжеты.

### XIX век

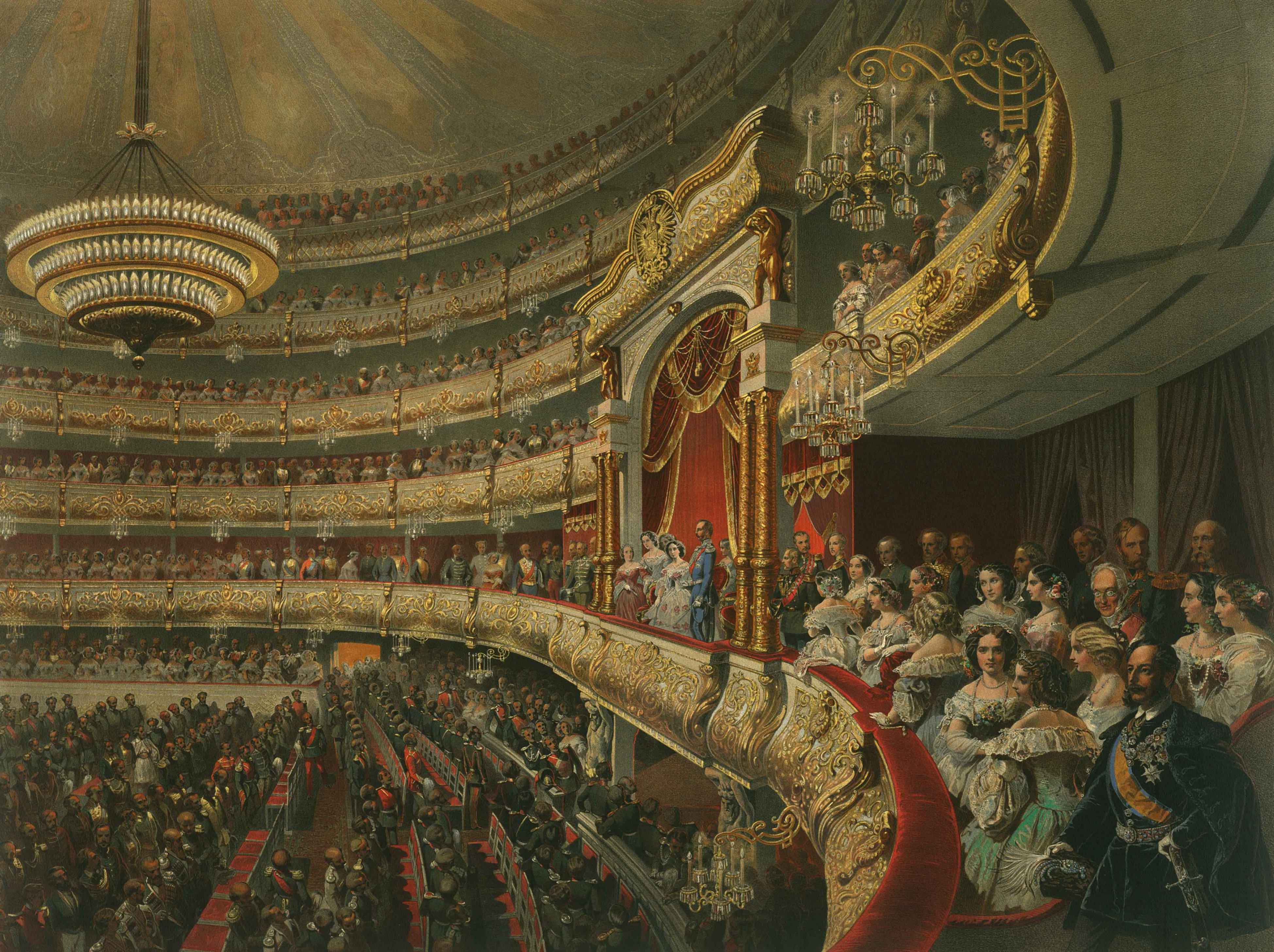
Картина Михаила Зичи: «Император Александр II в Большом театре», 1856 год

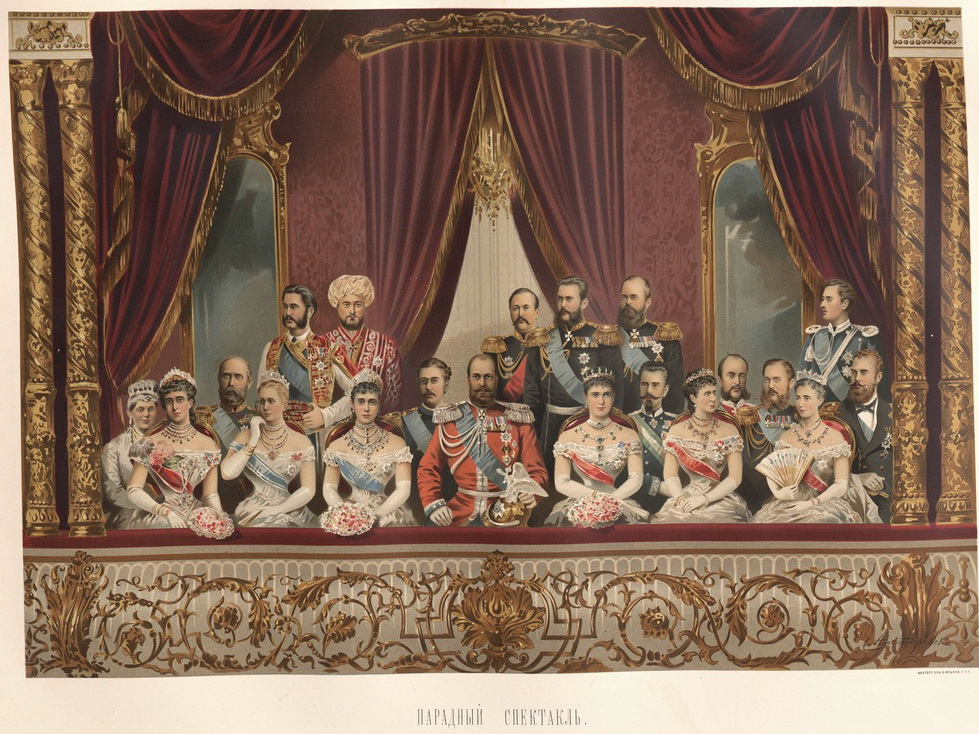
Семья Александра III в Большом театре, 1883 год

К 1840-м годам в театре утверждаются отечественные оперы-водевили и романтические оперы большой формы, чему во многом способствовала административная деятельность композитора А. Верстовского, в разные годы инспектора музыки, инспектора репертуара и управляющего Московской театральной конторой. В 1835 году состоялась премьера его оперы «Аскольдова могила».
Событиями театральной жизни становятся постановки в театре опер М. Глинки «Жизнь за царя» (1842) и «Руслан и Людмила» (1845), балета А. Адана «Жизель» (1843). В этот период театр ориентируется на создание подлинно русского репертуара, преимущественно музыкального эпоса.
Вторая половина XIX века в балете отмечена деятельностью выдающегося хореографа М. Петипа, поставившего в Москве ряд спектаклей, из которых одним из наиболее значительных является «Дон Кихот Ламанчский» Л. Минкуса (1869). В это время репертуар обогащается также произведениями П. Чайковского: «Воевода» (1869), «Лебединое озеро» (1877, балетмейстер Вацлав Рейзингер) — дебюты композитора в опере и балете; «Евгений Онегин» (1881), «Мазепа» (1884). Премьера оперы «Черевички» Чайковского в 1887-м становится дирижёрским дебютом её автора. Появляются выдающиеся оперы композиторов «могучей кучки»: народная драма «Борис Годунов» М. Мусоргского (1888), «Снегурочка» (1893) и «Ночь перед Рождеством» (1898) Н. Римского-Корсакова, «Князь Игорь» А. Бородина (1898).
Вместе с тем в Большом театре в это время ставятся и произведения Дж. Верди, Ш. Гуно, Ж. Бизе, Р. Вагнера и других зарубежных композиторов.

### Конец XIX — начало XX века
На рубеже XIX и XX веков театр достиг расцвета. Многие петербургские артисты добивались возможности участвовать в спектаклях Большого театра. Стали широко известны во всем мире имена Ф. Шаляпина, Л. Собинова, А. Неждановой.
В 1912 году Шаляпин поставил в Большом оперу М. Мусоргского «Хованщина». В репертуаре появились «Пан Воевода», «Моцарт и Сальери», «Царская невеста» Римского-Корсакова, «Демон» А. Рубинштейна, «Кольцо нибелунга» Р. Вагнера, веристские оперы Леонкавалло, Масканьи, Пуччини.
В этот период с театром активно сотрудничал С. Рахманинов, проявивший себя не только как композитор, но и как выдающийся оперный дирижёр, внимательный к особенностям стиля исполняемого произведения и добивавшийся в исполнении опер сочетания предельного темперамента с тонкой оркестровой отделкой. Рахманинов совершенствовал организацию работы дирижёра — так, благодаря ему развернулся и был перенесён на своё современное место дирижёрский пульт, прежде находившийся за оркестром (лицом к сцене).
В качестве художников-постановщиков участвовали в создании спектаклей выдающиеся художники, участники «Мира искусства» Коровин, Поленов, Бакст, Бенуа, Головин.

### Советский период
Первые годы после революции 1917 года отмечены в первую очередь борьбой за сохранение Большого театра как такового, а во вторую очередь за сохранение определённой части его репертуара. Так, идеологической критике подвергались оперы «Снегурочка», «Аида», «Травиата» и вообще Верди. Звучали высказывания и об уничтожении балета, как «пережитка буржуазного прошлого». Однако, несмотря на это, в Большом продолжает развиваться как опера, так и балет.
Создавали новые постановки хореограф А. А. Горский, балетный дирижёр Ю. Ф. Файер — в 1919 году впервые в Москве ставится «Щелкунчик» П. И. Чайковского, в 1920 году — появляется новая постановка «Лебединого озера».
Хореографы в духе времени искали новые формы в искусстве. К. Я. Голейзовский ставит балет «Иосиф Прекрасный» С. Н. Василенко (1925), Л. А. Лащилин и В. Д. Тихомиров — спектакль «Красный мак» Р. М. Глиэра (1927), пользующийся огромным успехом у зрителей, В. И. Вайнонен — балет «Пламя Парижа» Б. В. Асафьева (1933).
В опере преобладают произведения М. И. Глинки, А. С. Даргомыжского, П. И. Чайковского, А. П. Бородина, Н. А. Римского-Корсакова, М. П. Мусоргского. В 1927 году режиссёром В. А. Лосским рождается новая редакция «Бориса Годунова». Ставятся оперы советских композиторов — «Трильби» А. И. Юрасовского (1924), «Любовь к трём апельсинам» С. С. Прокофьева (1927).

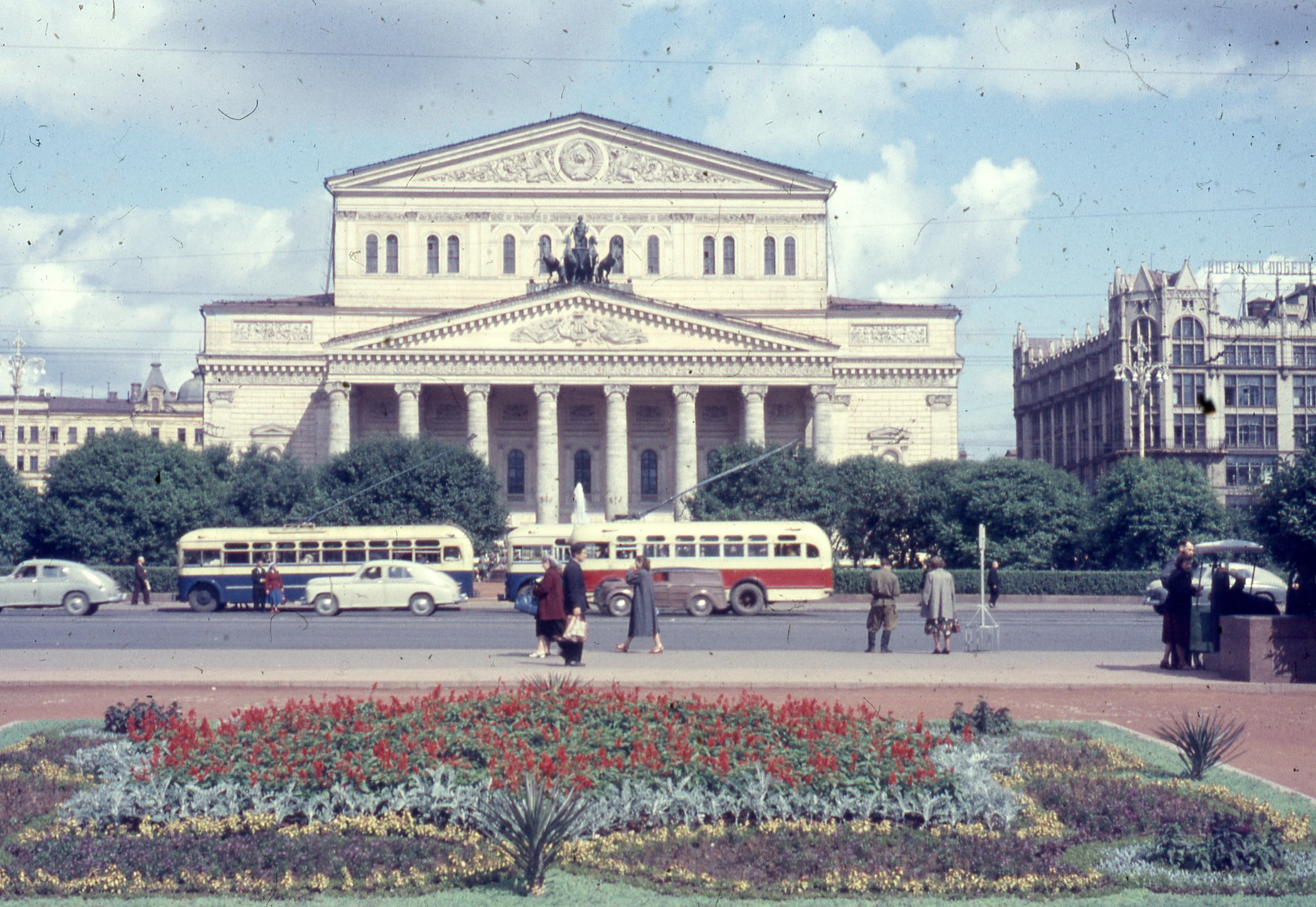
Большой театр. 1956 год

Также в 20-е годы театр представляет публике лучшие оперы зарубежных композиторов: «Саломея» Р. Штрауса (1925), «Свадьба Фигаро» В.-А.Моцарта (1926), «Чио-чио-сан (Мадам Баттерфляй)» (1925) и «Тоска» (1930) Дж. Пуччини («Тоска» обернулась провалом, несмотря на подчёркивание в постановке «революционной линии»).

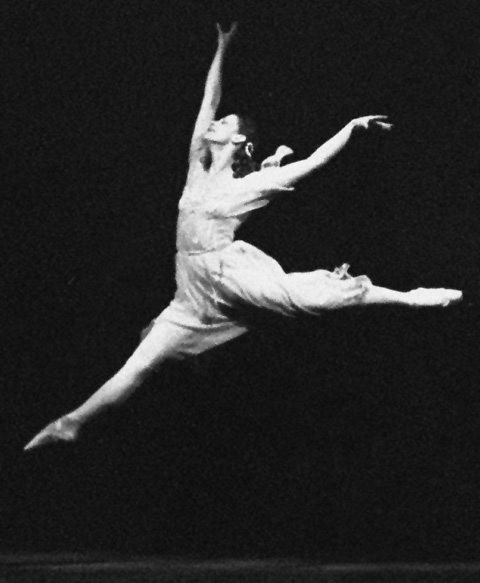
Майя Плисецкая в балете «Ромео и Джульетта», 1961 год

В 30-е годы в печати появляется требование И. В. Сталина о создании «советской оперной классики». Ставятся произведения И. И. Дзержинского, Б. В. Асафьева, Р. М. Глиэра. При этом вводится запрет обращаться к творчеству современных зарубежных композиторов.
В 1935 году с большим успехом у публики проходит премьера оперы Д. Д. Шостаковича «Леди Макбет Мценского уезда». Однако это произведение, высоко оценённое советскими и зарубежными ценителями, вызывает резкое неприятие власти. Хорошо известна статья «Сумбур вместо музыки», приписываемая Сталину и ставшая причиной исчезновения этой оперы из репертуара Большого.
Окончание Великой Отечественной войны театр отмечает яркими премьерами балетов С. Прокофьева «Золушка» (1945, балетмейстер Р. В. Захаров) и «Ромео и Джульетта» (1946, балетмейстер Л. М. Лавровский), где в главных партиях выступает Г. С. Уланова.
В последующие годы Большой театр обращается к творчеству композиторов «братских стран» — Чехословакии, Польши и Венгрии («Проданная невеста» Б. Сметаны (1948), «Галька» С. Монюшко (1949) и других), а также пересматривает постановки классических русских опер (создаются новые постановки «Евгения Онегина», «Садко», «Бориса Годунова», «Хованщины» и многие другие). Значительная часть этих постановок осуществлена оперным режиссёром Б. А. Покровским, пришедшим в Большой театр в 1943 году. Его спектакли в эти годы и последующие несколько десятилетий служат «лицом» оперы Большого.

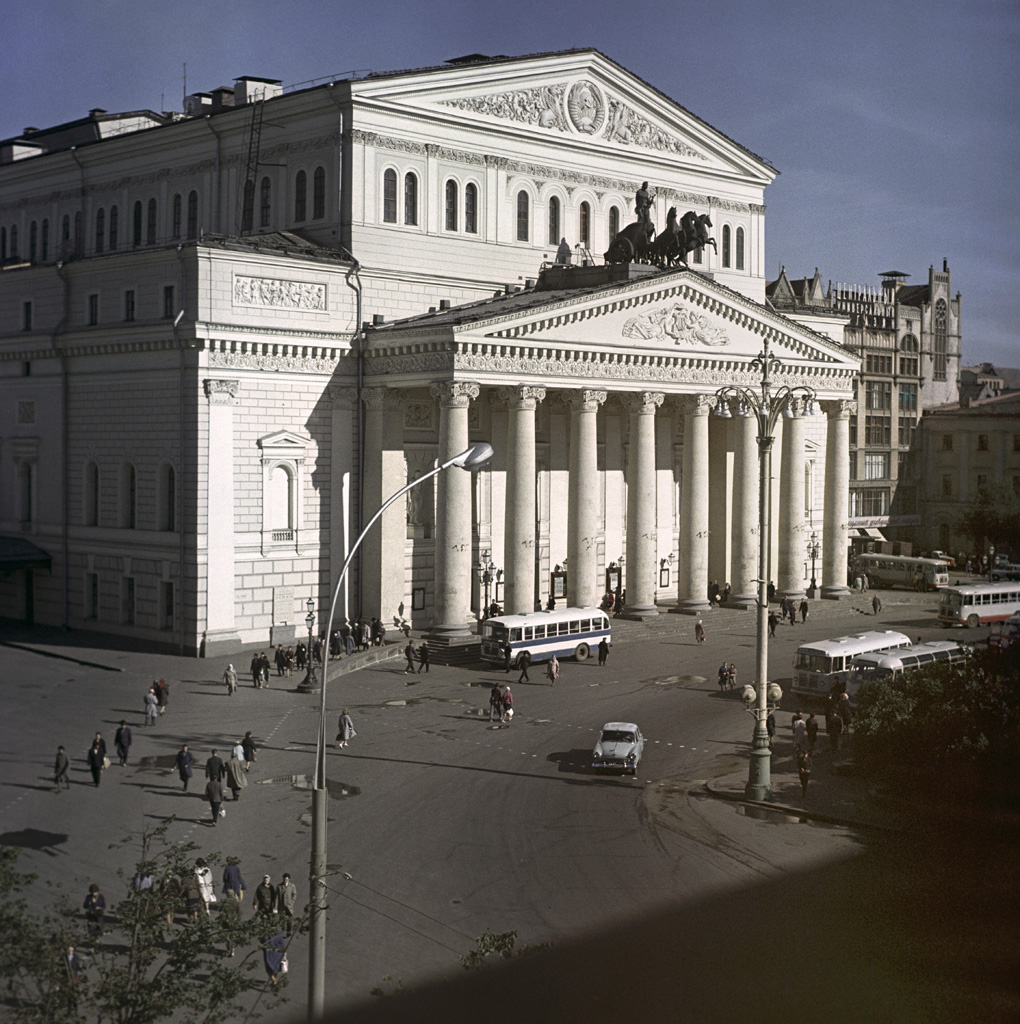
Большой театр. 1965 год

В 1950—1960-е годы появляются новые постановки опер: Верди («Аида», 1951, «Фальстаф», 1962), Д. Обера («Фра-Дьяволо», 1955), Бетховена («Фиделио», 1954), театр активно сотрудничает с зарубежными артистами, музыкантами, художниками, режиссёрами из Италии, Чехословакии, Болгарии, ГДР. Недолгое время в труппу театра входит Николай Гяуров, находящийся в самом начале своей карьеры.
В Большой приходит хореограф Ю. Н. Григорович, на московскую сцену переносятся созданные им балеты «Каменный цветок» С. С. Прокофьева (1959) и «Легенда о любви» А. Д. Меликова (1965), ранее ставившиеся в Ленинграде. В 1964 Григорович возглавляет балет Большого театра. Он делает новые редакции «Щелкунчика» (1966) и «Лебединого озера» (1969) Чайковского, а также ставит «Спартака» А. И. Хачатуряна (1968).
Этот спектакль, созданный совместно с художником Симоном Вирсаладзе и дирижёром Геннадием Рождественским, с участием виртуозных артистов Владимира Васильева, Мариса Лиепы, Михаила Лавровского имеет феноменальный успех у публики и получает Ленинскую премию (1970).
Ещё одним событием в жизни театра становится постановка «Кармен-сюиты» (1967), созданная кубинским балетмейстером А. Алонсо на музыку Ж. Бизе и Р. К. Щедрина специально для балерины М. М. Плисецкой.
В 1970-е и 1980-е В. Васильев и М. Плисецкая выступают в роли хореографов. Плисецкая ставит балеты Р. К. Щедрина «Анна Каренина» (1972), «Чайка» (1980), «Дама с собачкой» (1985), а Васильев — балеты «Икар» С. М. Слонимского (1976), «Макбет» К. В. Молчанова (1980), «Анюта» В. А. Гаврилина (1986).
Труппа Большого театра часто гастролирует, имея успех в Италии, Великобритании, США и многих других странах.

### Современный период

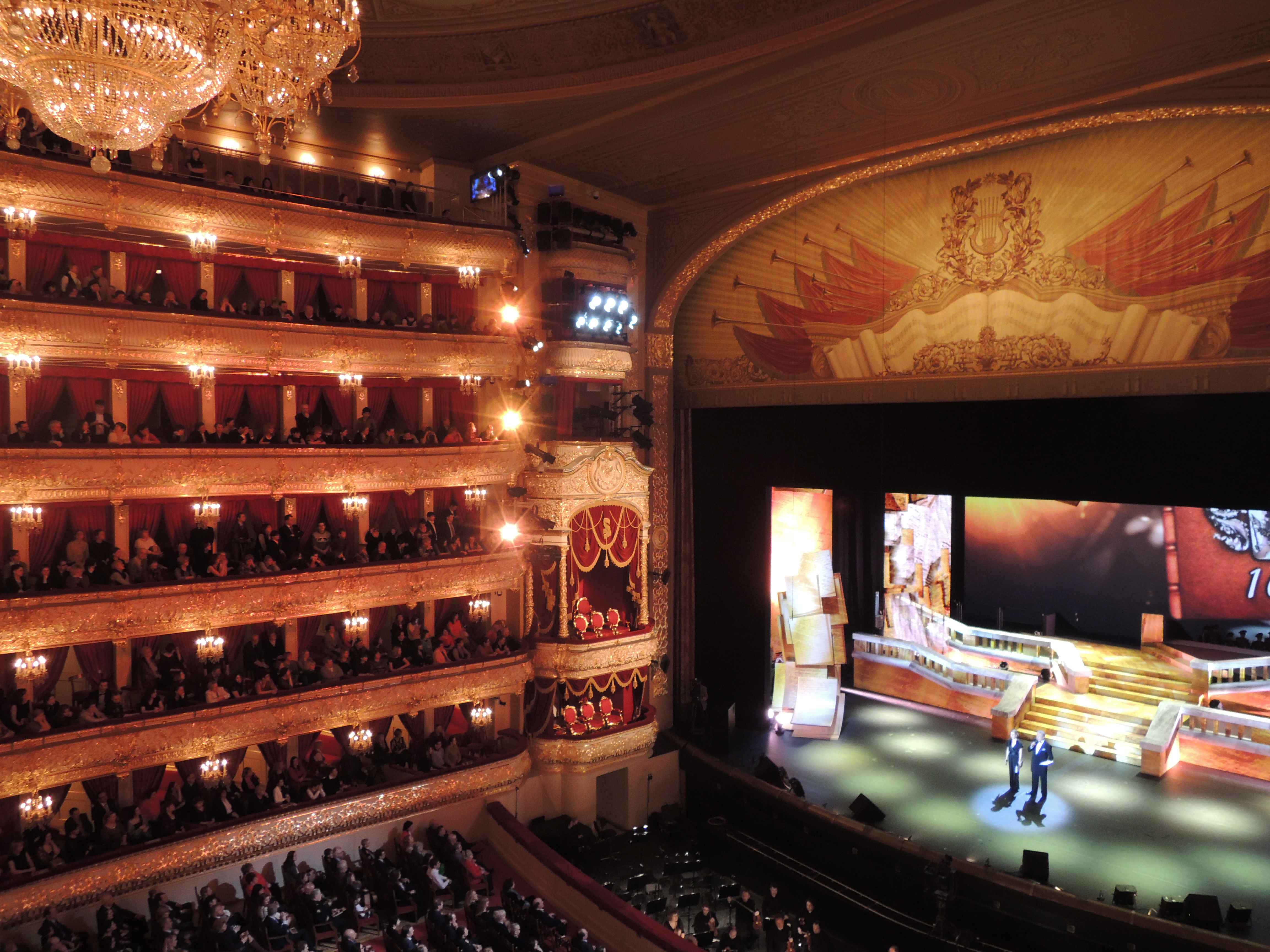
Зрительный зал после реконструкции, 2012

В настоящее время в репертуаре Большого театра сохраняются многие классические постановки оперных и балетных спектаклей, но при этом театр стремится к новым экспериментам. В сфере балета создаются постановки произведений Д. Шостаковича «Светлый ручей» (2003) и «Болт» (2005).
К работе над операми привлекаются постановщики, уже получившие известность как драматические или кинорежиссёры. Среди них — А. Сокуров, Т. Чхеидзе, Э. Някрошюс и другие.
Ведётся работа по «очищению» оригинальных оперных партитур от позднейших напластований и пометок, возврату их к авторским редакциям. Таким образом готовилась новая постановка «Бориса Годунова» Модеста Мусоргского (2007), «Руслана и Людмилы» Михаила Глинки (2011). Некоторые новые постановки Большого театра вызвали неодобрение части публики и заслуженных мастеров Большого. Так, скандал сопутствовал постановке оперы Леонида Десятникова «Дети Розенталя» (2005), во многом в связи с репутацией автора либретто писателя Владимира Сорокина. Возмущение и неприятие нового спектакля «Евгений Онегин» (2006, режиссёр Дмитрий Черняков) выразила знаменитая певица Галина Вишневская, отказавшись отмечать свой юбилей на сцене Большого, где идут подобные постановки. Вместе с тем, упомянутые спектакли имеют и своих поклонников.
В марте 2010 года Большой театр совместно с компанией Веl Air Media начал транслировать свои спектакли в кинотеатрах мира. 11 марта 2012 года совместно с компанией Google Russia театр начал трансляцию балетных постановок на своём канале YouTube на территории России.
В марте 2019 года впервые за всю свою 243-летнюю историю на Новой сцене ГАБТ поставил знаменитую оперу Антонина Дворжака «Русалка» (реж. Тимофей Кулябин).
Опера Россини «Путешествие в Реймс» (режиссёр — Дамиано Микьелетто, дирижёр — Туган Сохиев) стала лауреатом российской оперной премии Casta Diva за 2018 год в номинации «Спектакль года».
В 2019 году балет «Нуреев» был назван лучшим на театральной премии «Золотая маска», а его балетмейстер Юрий Посохов стал лауреатом в номинации «Балет-Современный танец/Работа балетмейстера-хореографа».
После начала российского вторжения на Украину руководство театра по собственной инициативе начало убирать из репертуара спектакли выступивших против него авторов, а их имена снимать с афиш. Весной 2022 года с афиш театра пропало имя Кирилла Серебренникова, а затем были отменены показы балета «Нуреев» Серебренникова и оперы «Дон Паскуале» Тимофея Кулябина. Оба режиссёра осудили вторжение в Украину и уехали из России.

## Труппа
Театр включает в себя балетную и оперную труппы, Оркестр Большого театра и Сценно-духовой оркестр. На момент создания театра труппа включала в себя тринадцать музыкантов и около тридцати артистов. При этом в труппе первоначально не было специализации: драматические актёры принимали участие в операх, а певцы и танцовщики — в драматических спектаклях. Так, в состав труппы в разное время входили Михаил Щепкин и Павел Мочалов, которые пели в операх Керубини, Верстовского и других композиторов.

Звание артистов Императорских театров имеют: актёры, управляющие труппами, режиссёры, капельмейстеры, балетмейстеры, дирижёры оркестров, танцовщики, музыканты, декораторы, машинисты, инспекторы освещения и их помощники, живописцы, главный костюмер, суфлеры, гардеробмейстеры, фехтмейстеры, театрмейстеры, скульпторы, надзиратель нотной конторы, фигуранты, нотные писцы, певчие и парикмахеры; все эти лица считаются состоящими на государственной службе и разделяются на три разряда, смотря по талантам и занимаемым ими амплуа и должностям.

К 1785 году труппа выросла уже до 80 человек и продолжала постоянно расти, достигнув к началу XX века 500, а к 1990 году — более 900 артистов.
За всю историю Большого театра его артисты, художники, режиссёры, дирижёры, не считая восхищения и благодарности со стороны публики, многократно удостаивались различных знаков признания со стороны государства. В советский период более 80 из них получили звание Народных артистов СССР, 4 человека получили звание Народных художников СССР (академик Фёдор Федоровский, академик Симон Вирсаладзе, академик Вадим Рындин, академик Валерий Левенталь), более 60 получили Сталинские премии, и 12 — Ленинские премии (Елена Образцова, Евгений Нестеренко, Ирина Архипова, Юрий Григорович, Марис Лиепа, Михаил Лавровский, Наталья Бессмертнова, Галина Уланова, Майя Плисецкая, Борис Покровский, Симон Вирсаладзе, Владимир Васильев), восьми присвоено звание Героя Социалистического труда (Ирина Архипова, Юрий Григорович, Елена Образцова, Иван Козловский, Евгений Нестеренко, Майя Плисецкая, Марина Семёнова, Галина Уланова — дважды герой). В период после 1991 года многие артисты стали Народными артистами Российской Федерации и лауреатами Государственных премий Российской Федерации.

### Оперная труппа

#### Солисты
Ниже приведён список солистов оперной труппы Большого театра.
Сопрано
- Анна Аглатова
- Динара Алиева
- Мария Гаврилова
- Елена Зеленская
- Маквала Касрашвили
- Альбина Латипова
- Светлана Лачина
- Мария Лобанова
- Екатерина Морозова
- Анна Нечаева[англ.]
- Ирина Рубцова
- Ольга Селивёрстова
- Анастасия Сорокина
- Полина Шабунина
- Анна Шаповалова
- Гузель Шарипова
- Екатерина Щербаченко
- Анастасия Щёголева

Меццо-сопрано
- Дарья Белоусова
- Екатерина Воронцова
- Ирина Долженко
- Ксения Дудникова
- Александра Дурсенева
- Агунда Кулаева
- Юлия Мазурова[итал.]
- Елена Манистина
- Елена Новак
- Евгения Сегенюк
- Алина Черташ
- Светлана Шилова

Тенора
- Константин Артемьев
- Марат Гали
- Иван Давыдов
- Олег Долгов
- Роман Муравицкий
- Илья Селиванов

Баритоны
- Эльчин Азизов
- Игорь Головатенко
- Андрей Григорьев
- Александр Краснов
- Андрей Потатурин
- Василий Соколов
- Юрий Сыров
- Владислав Чижов

Басы
- Даниил Акимов
- Александр Бородин
- Андрей Валентий
- Валерий Гильманов
- Михаил Казаков
- Николай Казанский
- Владимир Комович
- Денис Макаров
- Владимир Маторин
- Родион Паульс
- Владислав Попов
- Вячеслав Почапский

### Балетная труппа

#### Солисты
Ниже приведён список солистов балетной труппы.
Балерины и премьеры
- Светлана Захарова
- Алёна Ковалёва
- Елизавета Кокорева
- Кристина Кретова
- Екатерина Крысанова
- Анна Никулина
- Евгения Образцова
- Элеонора Севенард
- Анастасия Сташкевич[англ.]
- Юлия Степанова
- Артемий Беляков
- Егор Геращенко
- Владислав Лантратов
- Михаил Лобухин
- Вячеслав Лопатин
- Артём Овчаренко
- Денис Родькин
- Денис Савин
- Дмитрий Смилевски
- Игорь Цвирко
- Семён Чудин

Ведущие солистки и солисты
- Мария Виноградова
- Арина Денисова
- Ольга Марченкова
- Ева Сергеенкова
- Маргарита Шрайнер
- Дмитрий Выскубенко
- Марк Чино

Первые солистки и солисты
- Мария Кошкарёва
- Елизавета Крутелёва
- Анастасия Меськова
- Анна Тихомирова
- Дарья Хохлова
- Александр Водопетов
- Клим Ефимов
- Денис Захаров
- Даниил Потапцев
- Алексей Путинцев

Солистки и солисты
- Екатерина Варламова
- Анастасия Винокур
- Ангелина Влашинец
- Юлия Гребенщикова
- Анастасия Денисова
- Ксения Жиганшина
- Нелли Кобахидзе
- Ярославна Куприна
- София Маймула
- Мария Мишина
- Ульяна Мокшева
- Кристина Петрова
- Анастасия Смирнова
- Александра Трикоз
- Ана Туразашвили
- Антонина Чапкина
- Мария Шувалова
- Георгий Гусев
- Макар Михалкин
- Антон Савичев
- Александр Смольянинов
- Егор Хромушкин

Работающие по контракту
- Александр Волчков — премьер
- Алексей Лопаревич — солист
- Андрей Ситников — солист
- Руслан Скворцов — премьер
- Екатерина Шипулина — балерина
- Виктория Якушева — солистка
- Геннадий Янин — солист

#### Персонал
- Махар Вазиев — художественный руководитель балетной труппы
- Анна Леонова — заведующая балетной труппой, балетмейстер-репетитор
- Дмитрий Романенко — заместитель заведующей балетной труппой
- Ольга Тубалова — помощник руководителя балетной труппы

Балетмейстеры-репетиторы
Ниже приведён список балетмейстеров-репетиторов Большого театра:
- Борис Акимов
- Мария Аллаш
- Анна Антропова
- Виктор Барыкин
- Алеся Бойко
- Андрей Болотин
- Виталий Бреусенко
- Александр Ветров
- Ян Годовский
- Анастасия Горячева[англ.]
- Надежда Грачёва
- Карэн Иоаннисян
- Пётр Казьмирук
- Нина Капцова
- Татьяна Красина
- Михаил Лавровский
- Анна Леонова
- Софья Любимова
- Регина Никифорова
- Надежда Павлова
- Елена Панина
- Марк Перетокин
- Людмила Семеняка
- Нина Семизорова
- Нина Сперанская
- Андрей Уваров
- Ольга Ченчикова

### Оркестр

#### Дирижёры
Ниже приведён список дирижёров Большого театра:
- Алексей Богорад
- Антон Гришанин
- Павел Клиничев
- Павел Сорокин

## Попечители
Глава исполкома попечительского совета Большого театра Александр Будберг: «Исторически Большой — это преемник русских крепостных театров. Будучи гораздо больше их по масштабу, такой мегапроект мог осуществиться только за счёт госказны. Ни Юсуповы, ни Шереметевы, ни гордые магнаты времён первого русского капитализма не могли позволить себе ничего подобного». В XXI веке ситуация изменилась: группа меценатов объединилась для оказания помощи Большому. Таким образом, в 2001 году появился попечительский совет Большого театра.
С мая 2006 по июль 2018 года председателем попечительского совета являлся Александр Жуков, первый заместитель Председателя Государственной Думы Российской Федерации, его заместителем — Михаил Швыдкой, ныне представитель Президента Российской Федерации по международному культурному сотрудничеству. Попечители помогли многим проектам театра, в том числе: реставрация исторического здания Большого театра, опера «Руслан и Людмила», балет «Спящая красавица», опера «Летучая мышь», балет «Пламя Парижа», опера «Снегурочка», балет «Тарантелла», балет «Золушка», балет «Ромео и Джульетта», частично финансировались гастроли балета Большого в Париже и цикл «Камерных вечеров» в Бетховенском зале, цикл симфонических концертов и Фестиваль в честь Майи Плисецкой.
С июля 2018 года председатель попечительского совета Андрей Костин.
Состав попечительского совета
- Александр Жуков — первый заместитель Председателя Государственной Думы ФС РФ (председатель попечительского совета)
- Михаил Швыдкой — специальный представитель Президента Российской Федерации по международному культурному сотрудничеству (заместитель председателя попечительского совета)
- Александр Будберг — председатель исполкома попечительского совета
- Виктор Вексельберг — попечитель театра в качестве физического лица
- Анатолий Иксанов — советник Министра культуры Российской Федерации по делам театра
- Владимир Кожин — управляющий делами Президента РФ
- Андрей Костин — президент, председатель ОАО Банк ВТБ
- Зиявудин Магомедов — председатель Совета директоров группа «Сумма»
- Алексей Мордашов — председатель Совета директоров ПАО «Северсталь»
- Александр Провоторов — президент ОАО «Ростелеком»
- Николай Токарев — президент ОАО АК «Транснефть»
- Александр Клячин — попечитель театра в качестве физического лица
- Валентин Юмашев — журналист

Состав исполнительного комитета попечительского совета
- Александр Будберг — председатель исполкома
- Михаил Барщевский — полномочный представитель Правительства Российской Федерации в Конституционном суде РФ, Верховном суде РФ и Высшем Арбитражном суде РФ
- Борис Вишневский — представитель ОАО «Северсталь»
- Екатерина Жукова — жена и представитель председателя попечительского совета А. Д. Жукова
- Александр Иванов — представитель В. Ф. Вексельберга
- Анатолий Иксанов — генеральный директор Большого театра (до 2013 г.)
- Иван Ким — представитель ОАО «Ростелеком»
- Виталий Клнцов — представитель компании «McKinsey&Company»
- Майя Кобахидзе — представитель М. Е. Швыдкого
- Наталья Куцик — советник президента ОАО АК «Транснефть»
- Константин Ремчуков — представитель компании «Базовый элемент»
- Михаил Сидоров — представитель Группы «Сумма»
- Василий Титов — представитель ОАО Банк ВТБ
- Виктор Хреков — советник и пресс-секретарь управляющего делами Президента РФ, представитель В. И. Кожина

## Дополнительные факты
- Стилизованное изображение здания театра помещено на обёртке конфет «Вдохновение» московской кондитерской фабрики «Красный Октябрь», на обёртке десертного шоколада «Вдохновение» московской кондитерской фабрики им. П. А. Бабаева.
- Google создал логотип-дудл в честь 240-летия со дня основания театра[90].
- Большой театр вошёл в число изображений для российских банкнот с изображением Москвы в серии «Города России», выпускаемых с 1995 года: до деноминации номинал составлял 100 000 рублей, после — 100 рублей. При этом при выпуске деноминированной банкноты в 100 рублей были допущены графические несоответствия изображения квадриги Аполлона реальной скульптуре.
- Большой театр изображён на ряде почтовых марок СССР и России:

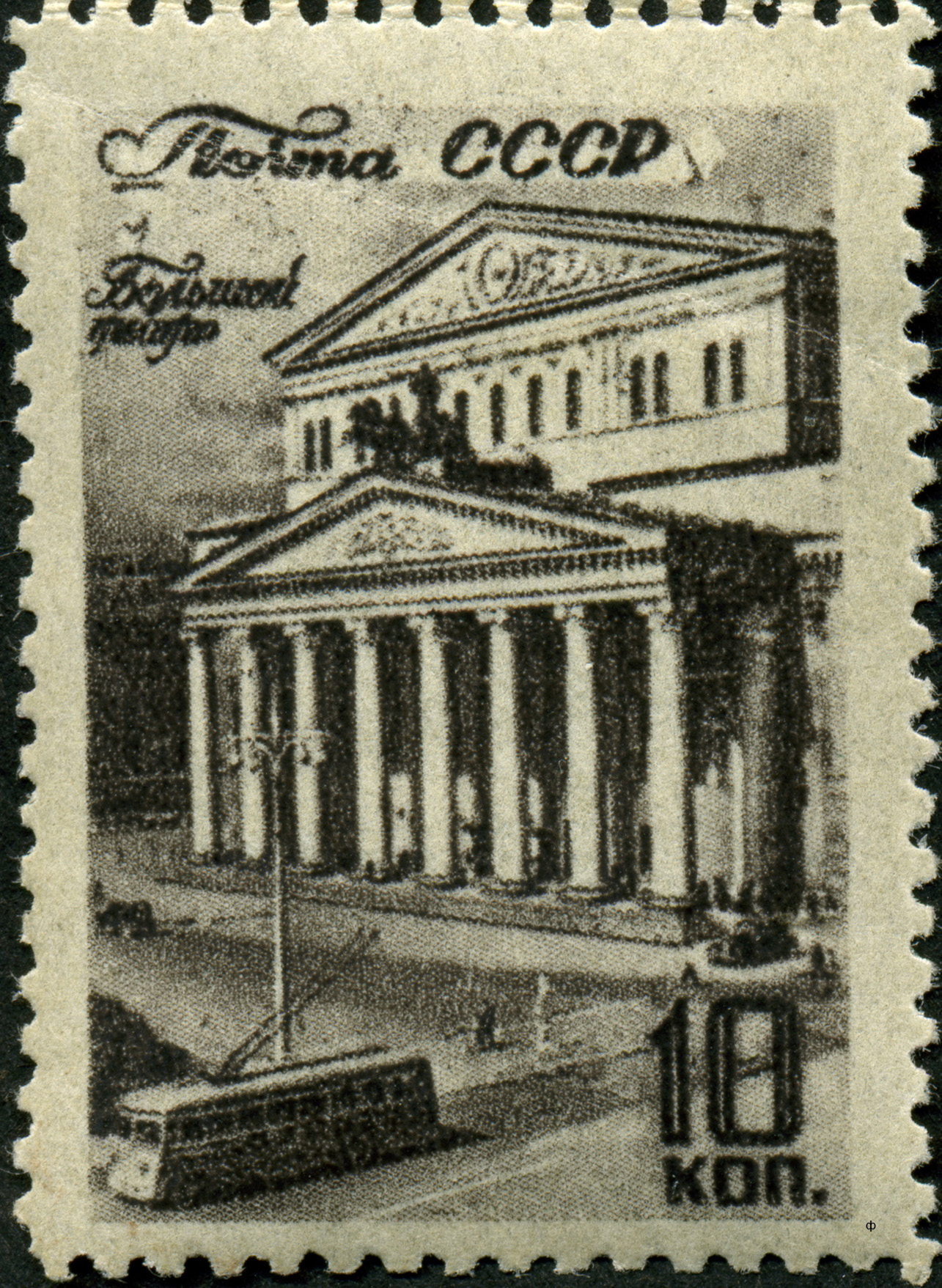
1946 год
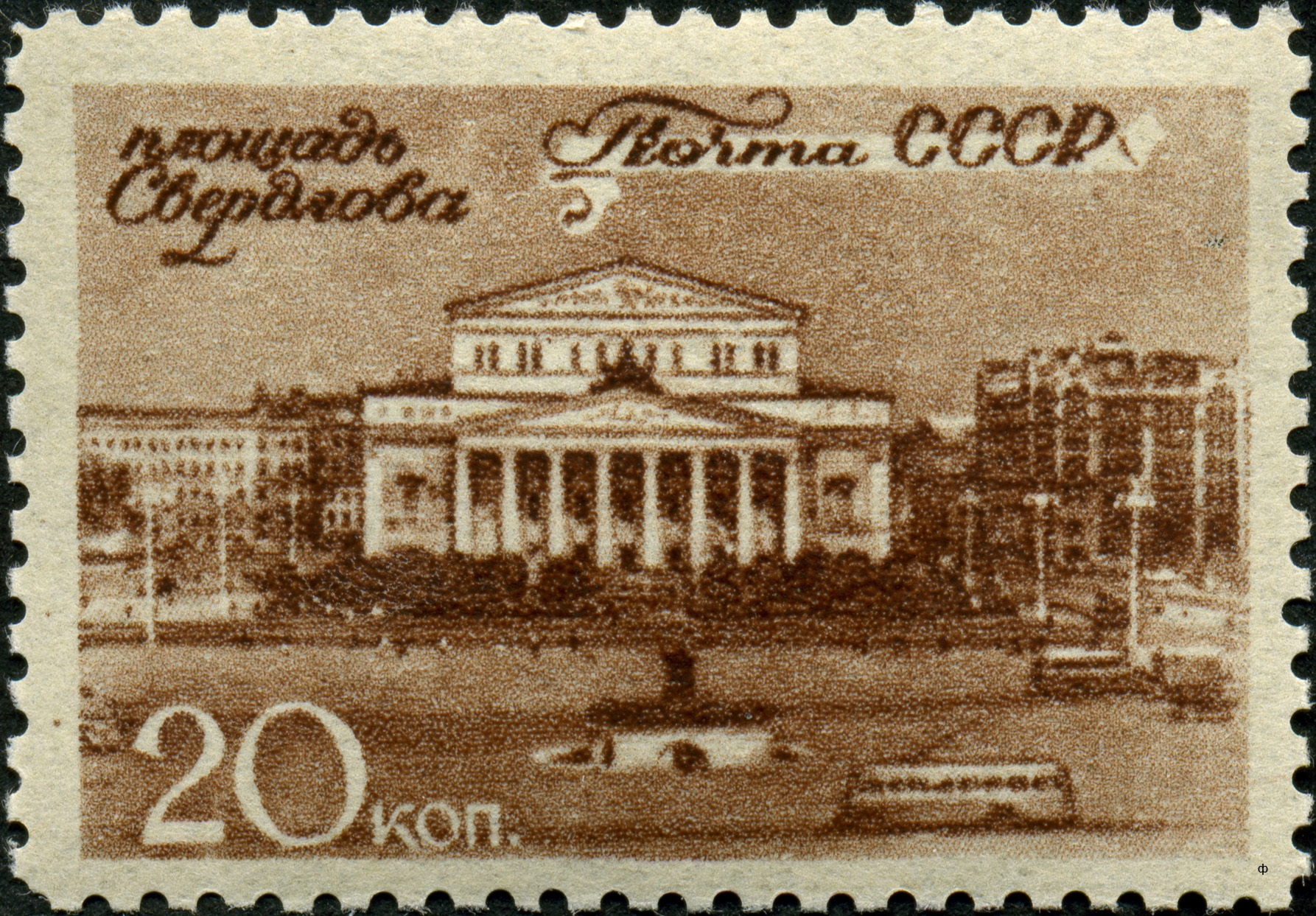
1946 год
1951 год
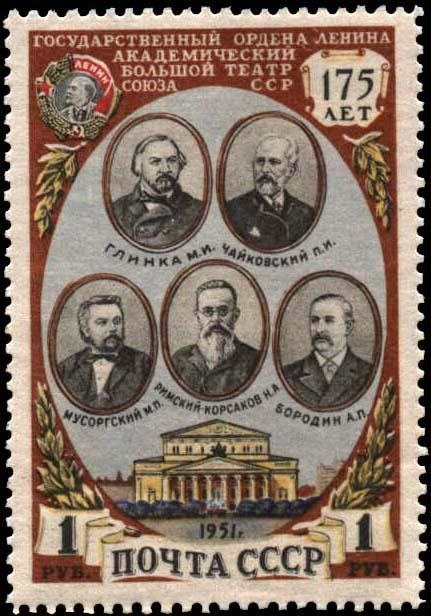
1951 год
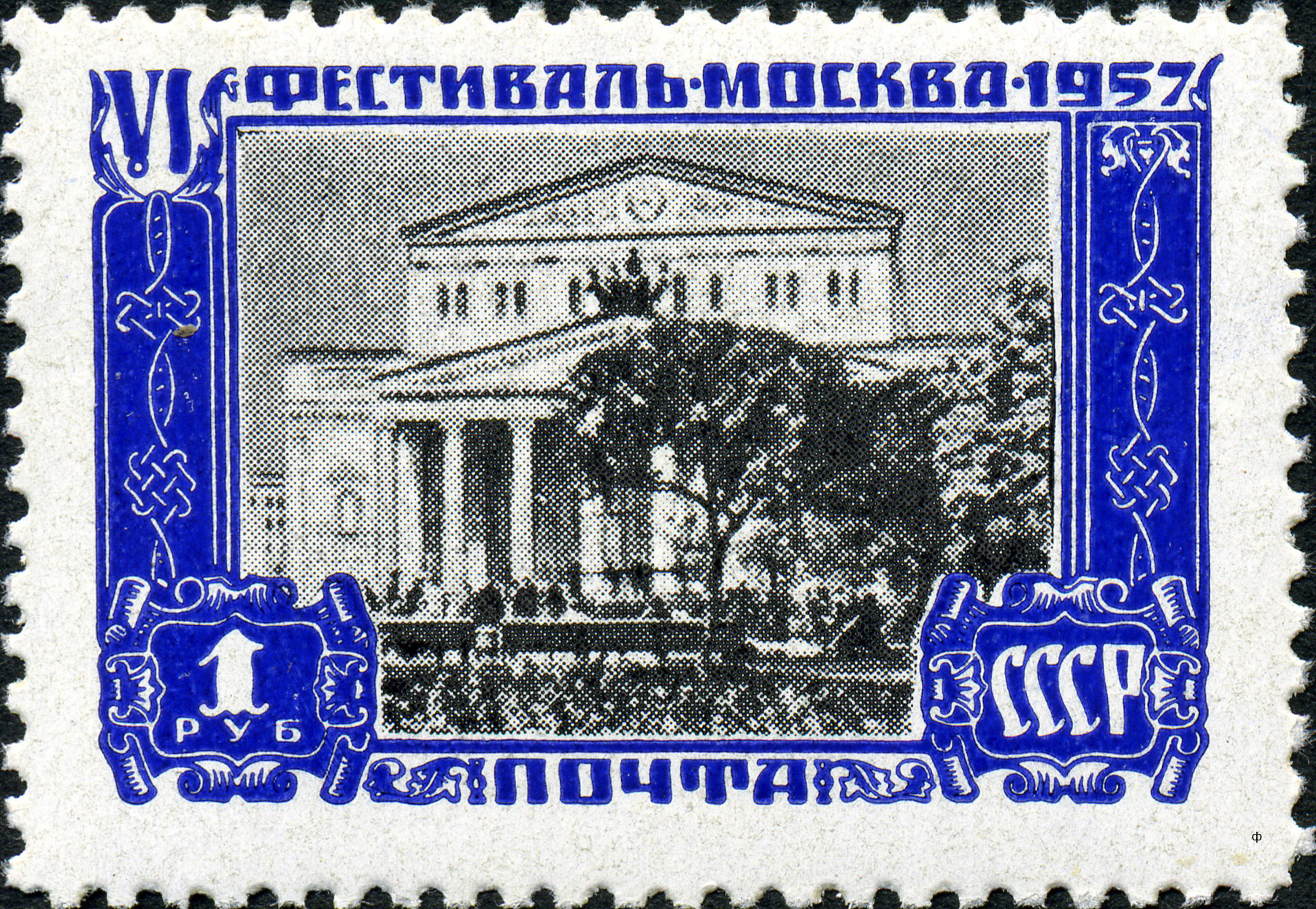
1958 год
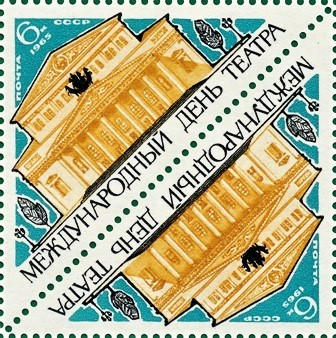
1965 год
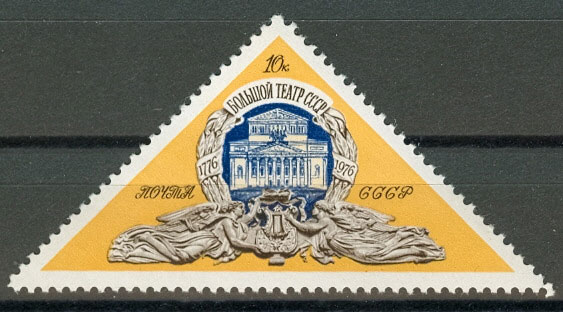
1976 год
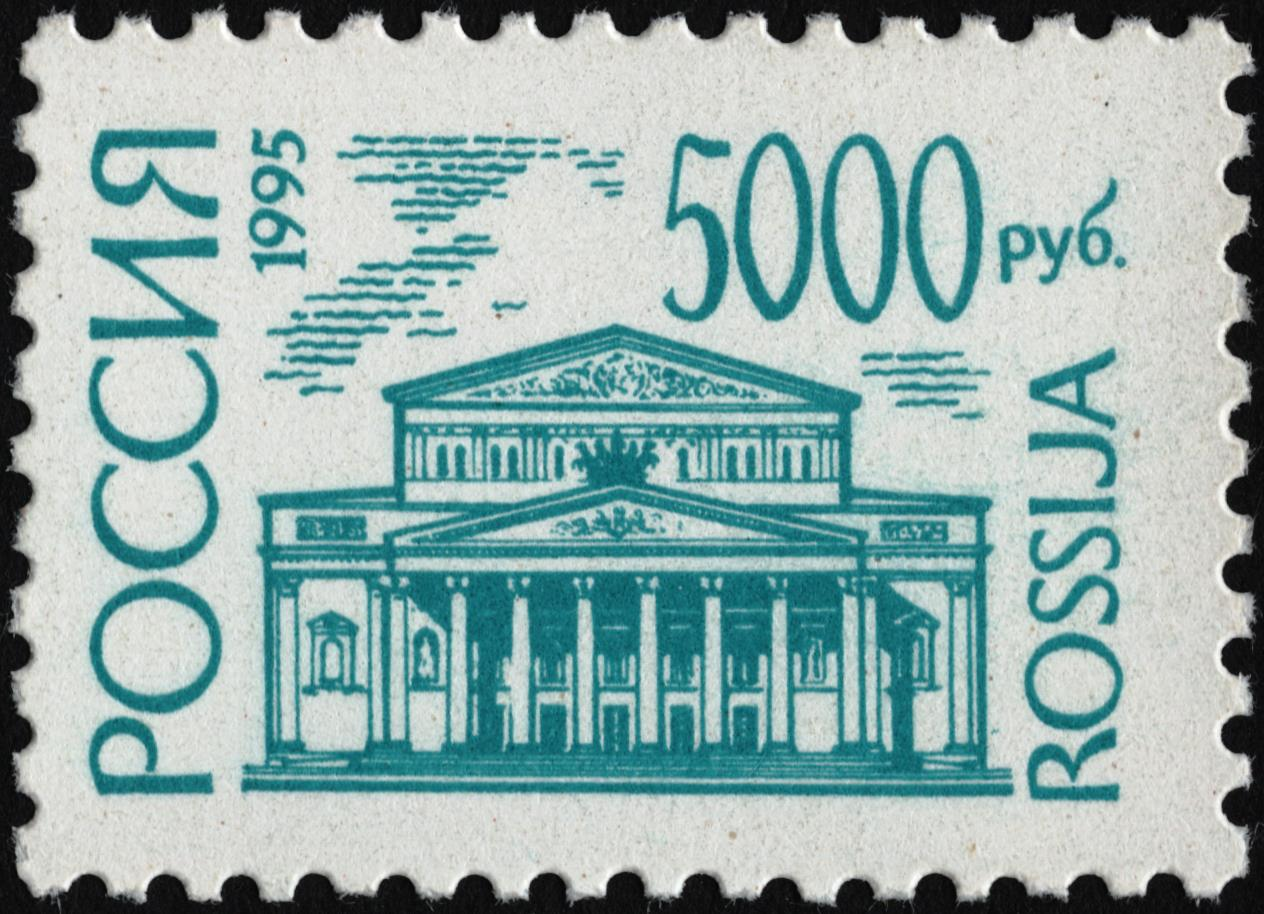
1995 год

## Фотогалерея

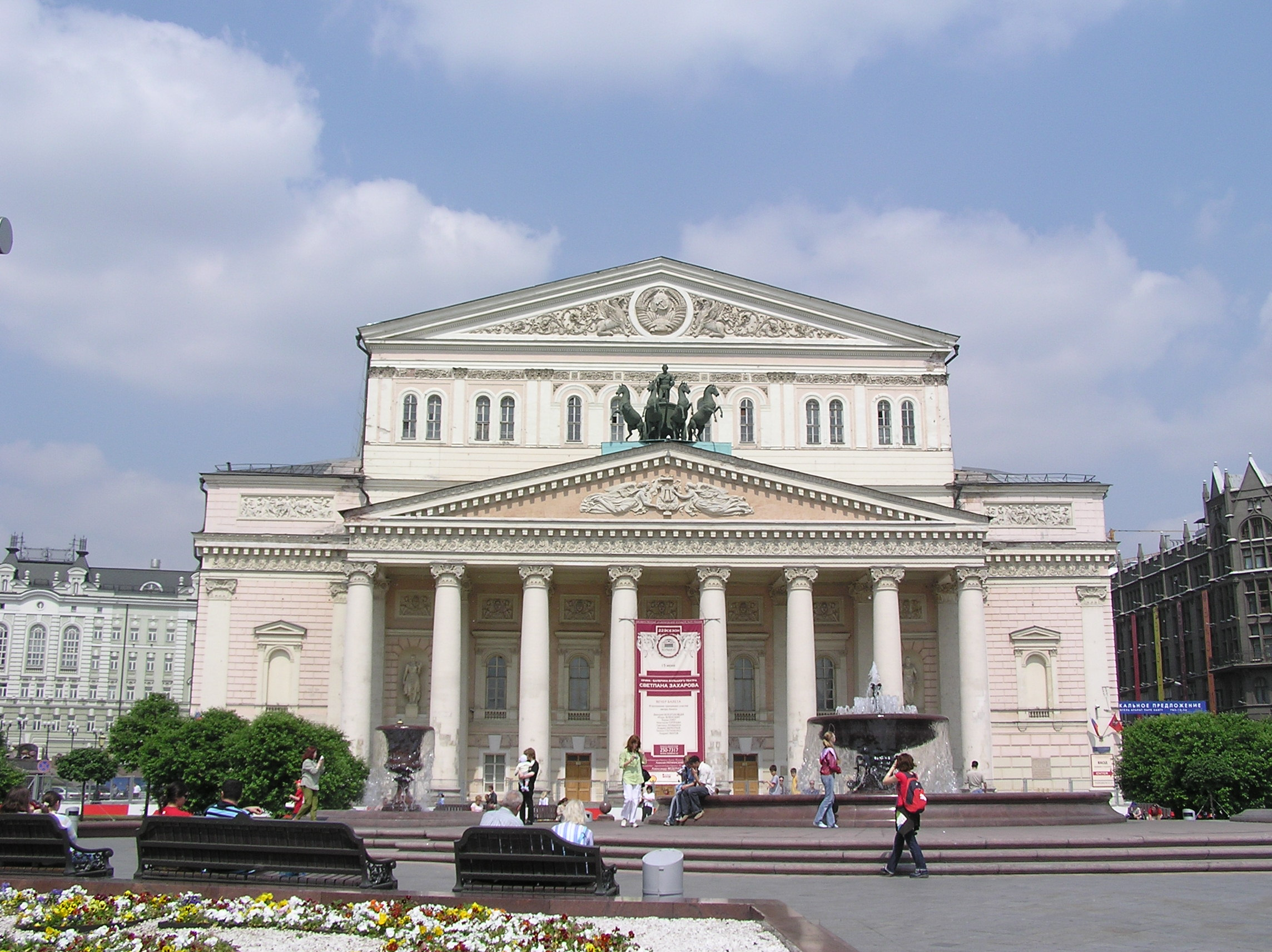
Большой театр до реконструкции, 2005 год
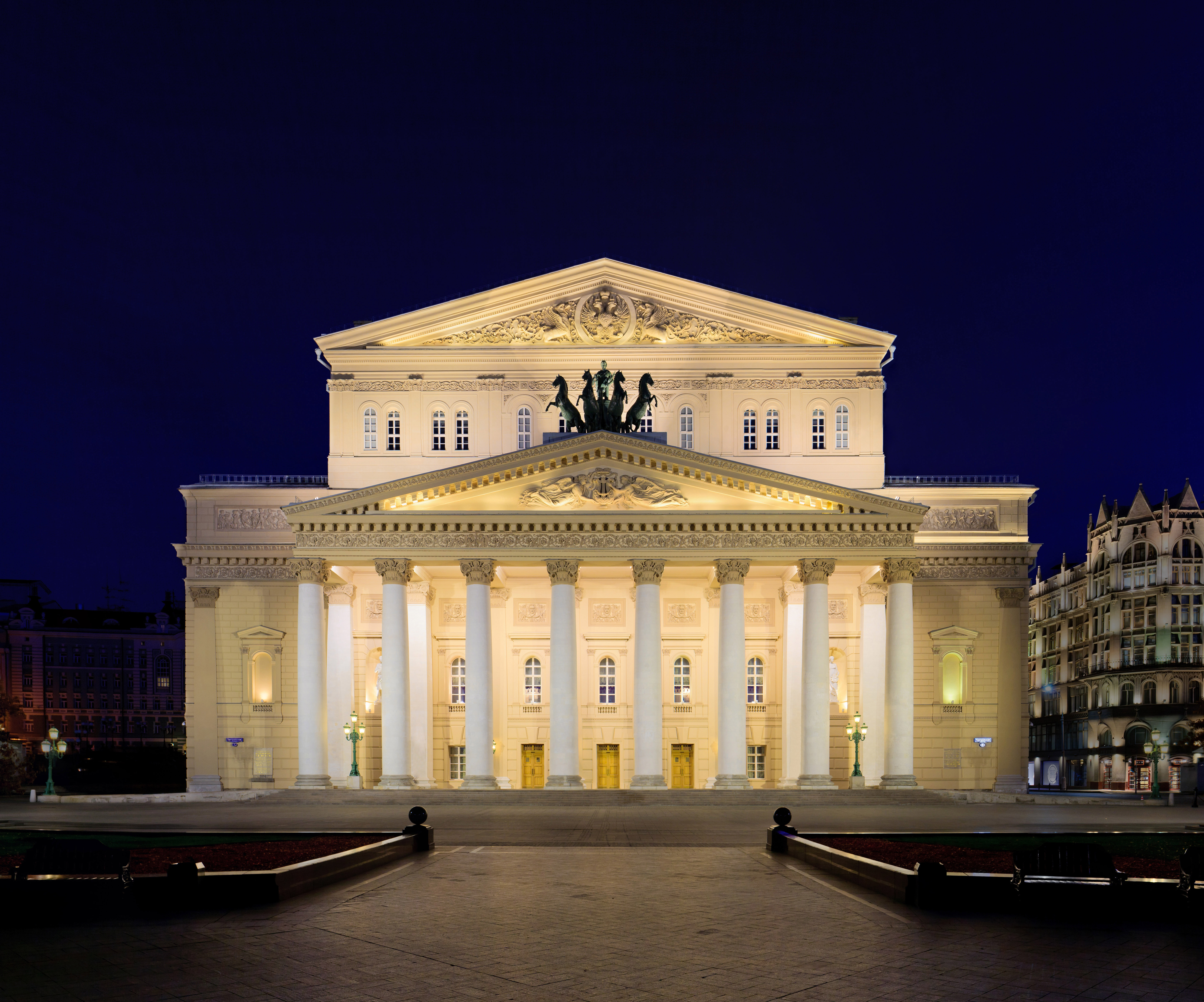
Большой театр после реконструкции, 2011 год
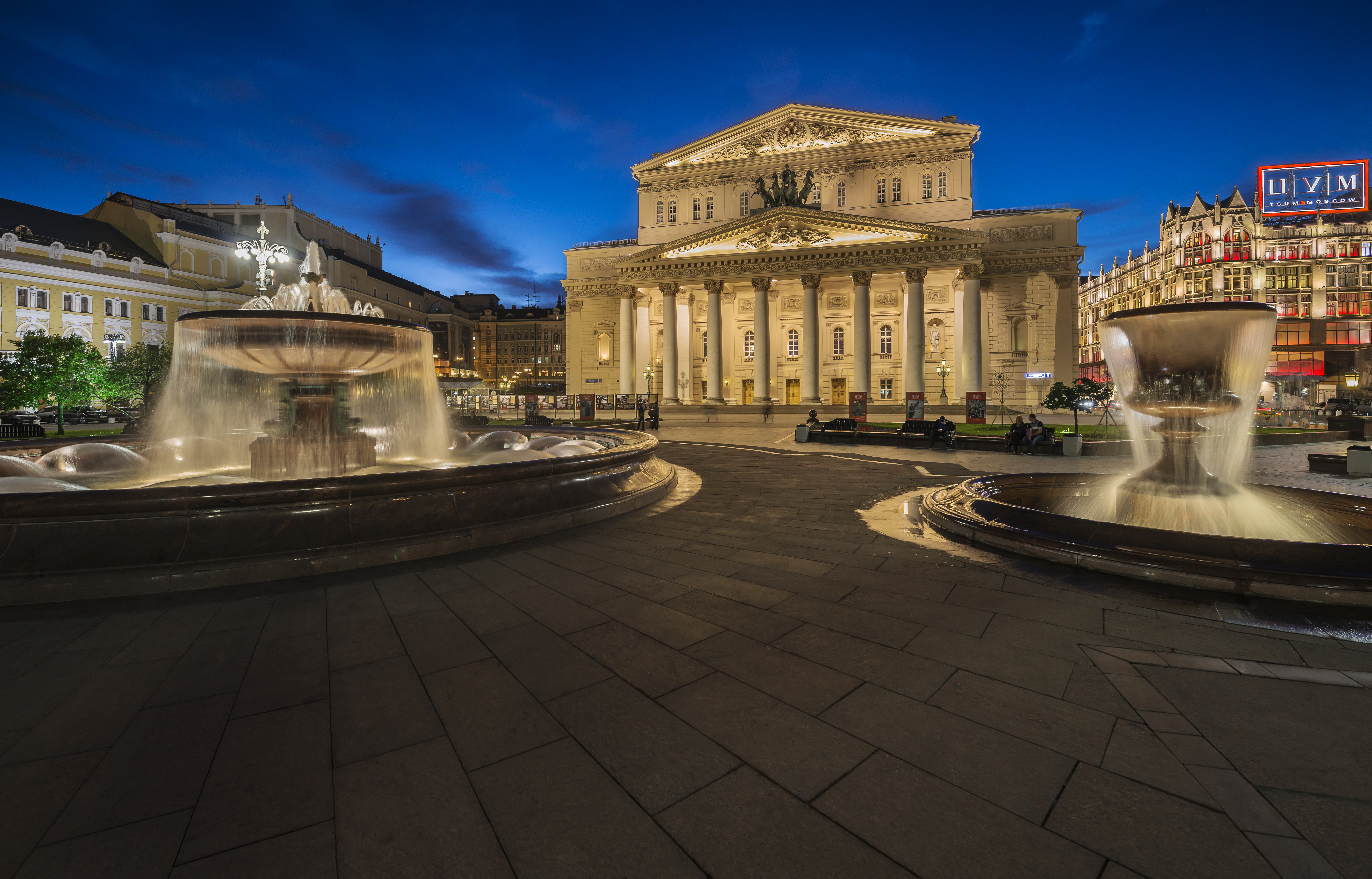
Большой театр, Театральная площадь, 2015 год

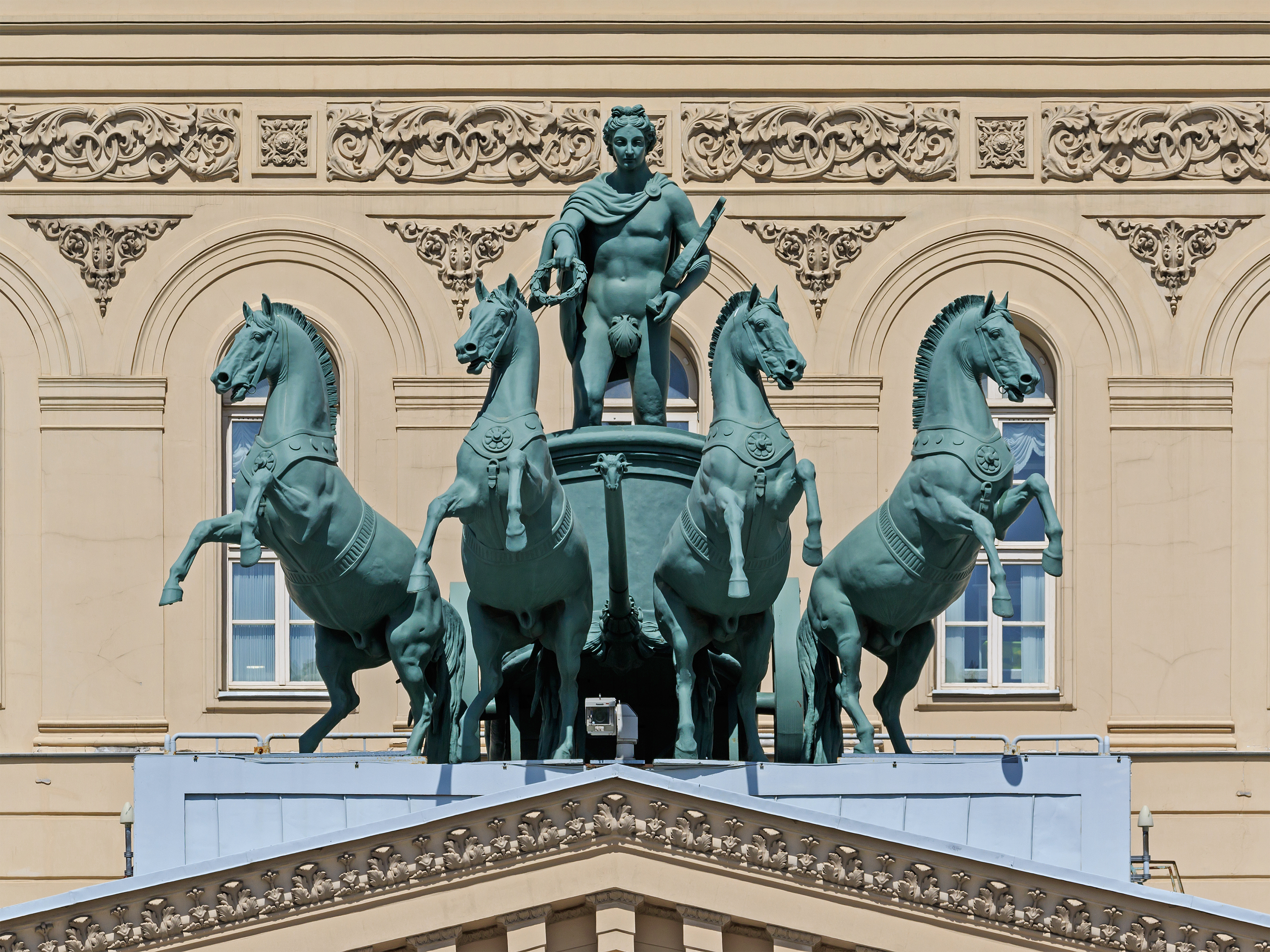
Бронзовая квадрига работы Петра Клодта
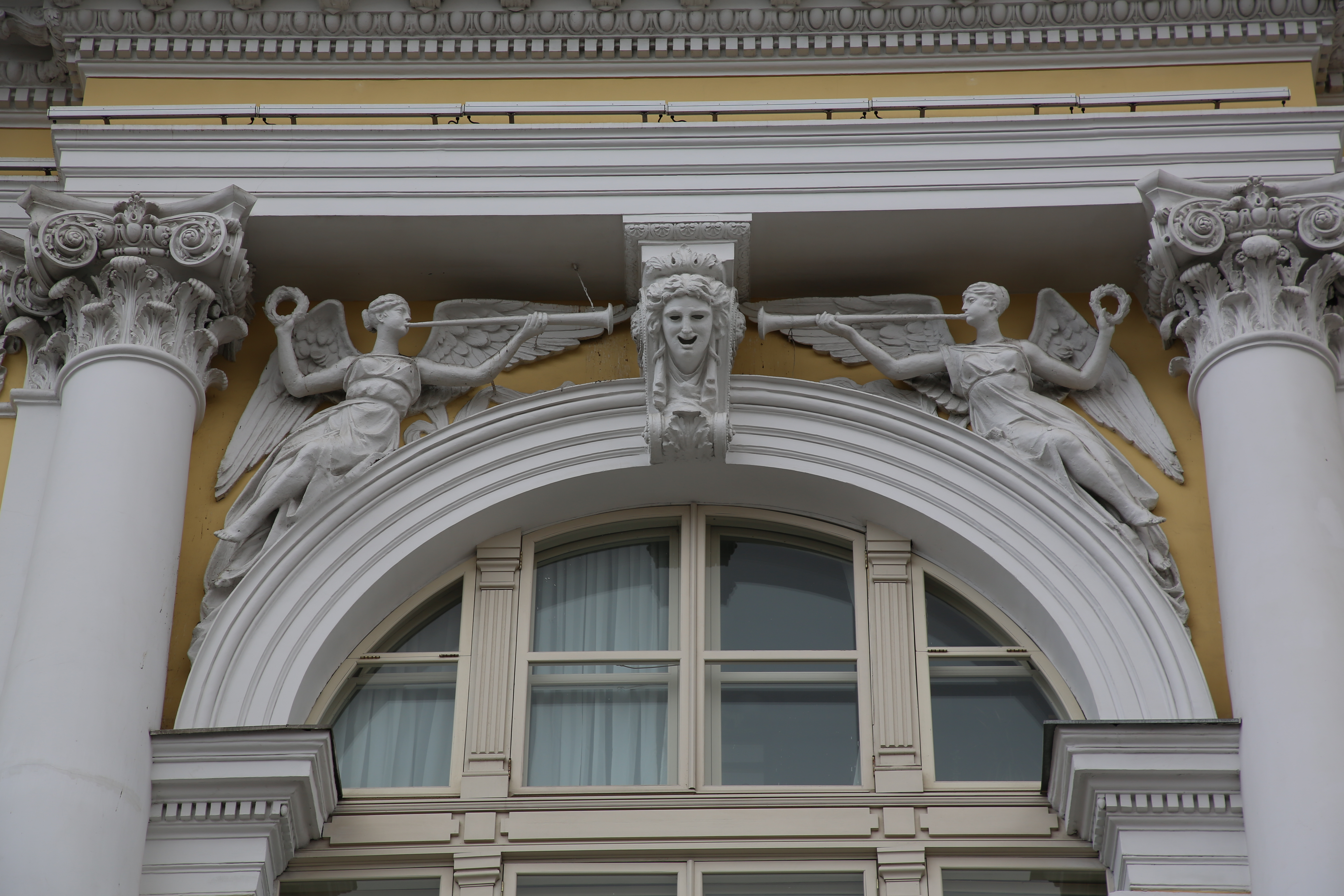
Элементы архитектурного декора, 2019 год
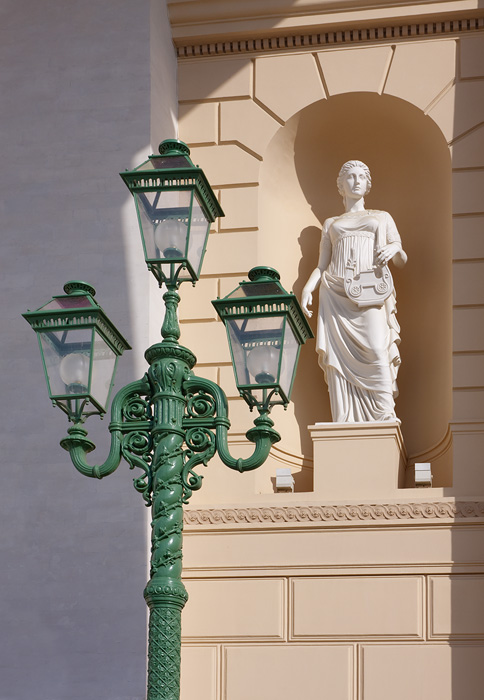
Муза на фасаде Большого театра, 2012 год

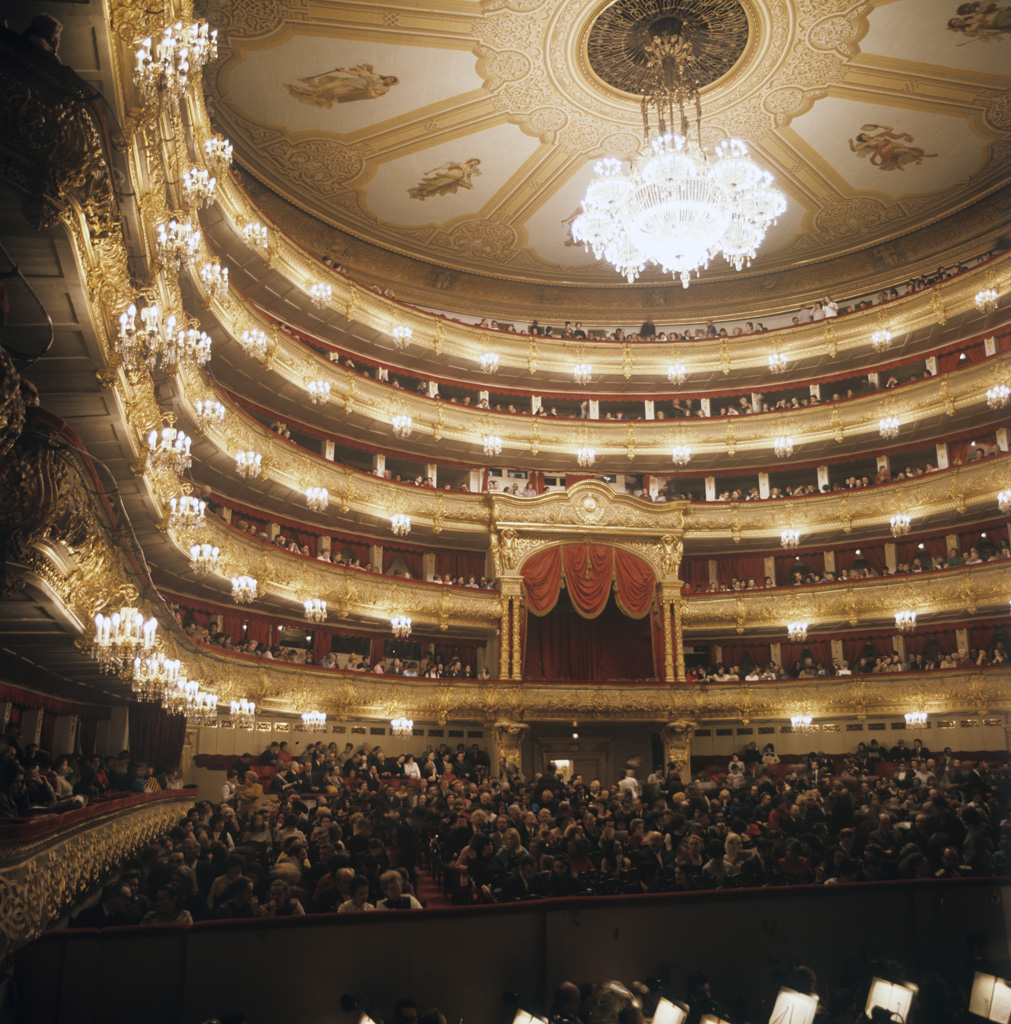
Зрительный зал. 1972 год
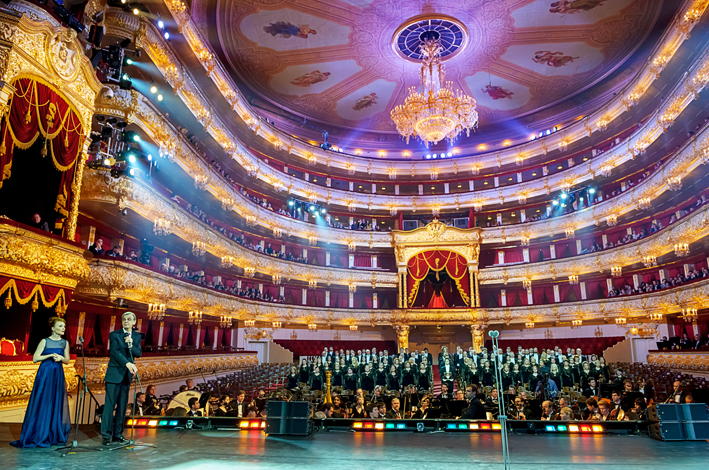
Сцена Большого театра, 2014 год
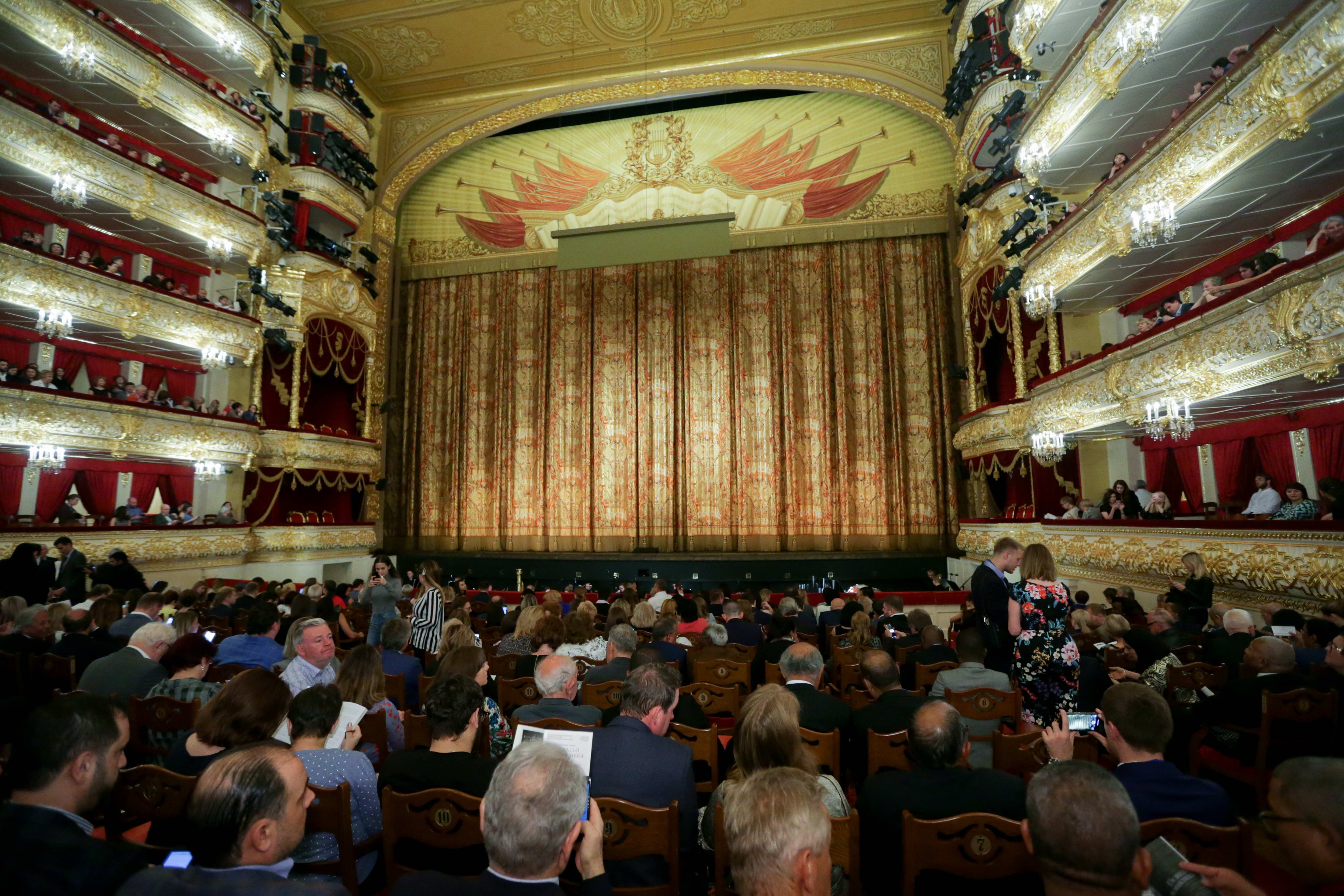
Зрительный зал, 30 июня 2019 года
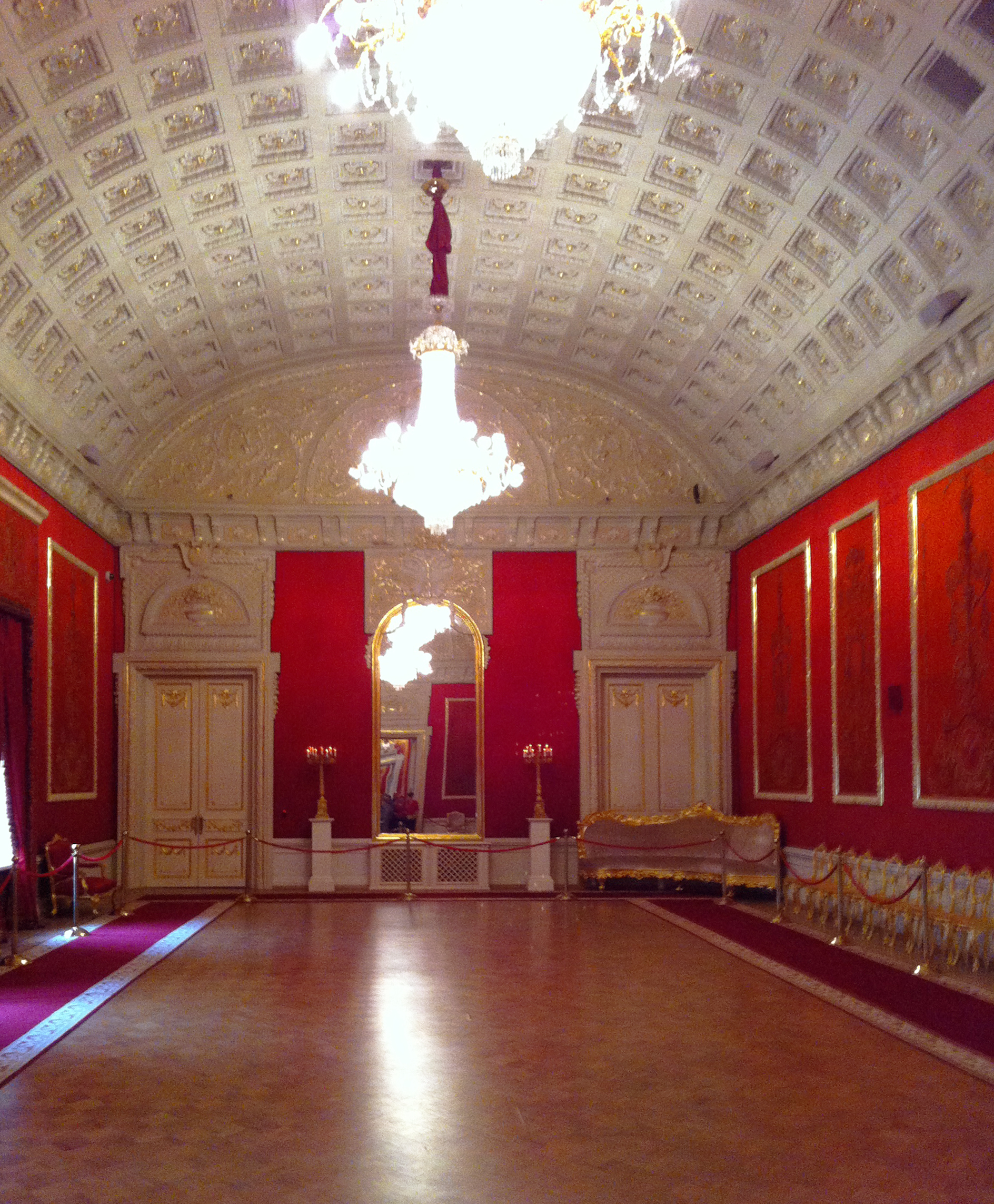
Императорское фойе
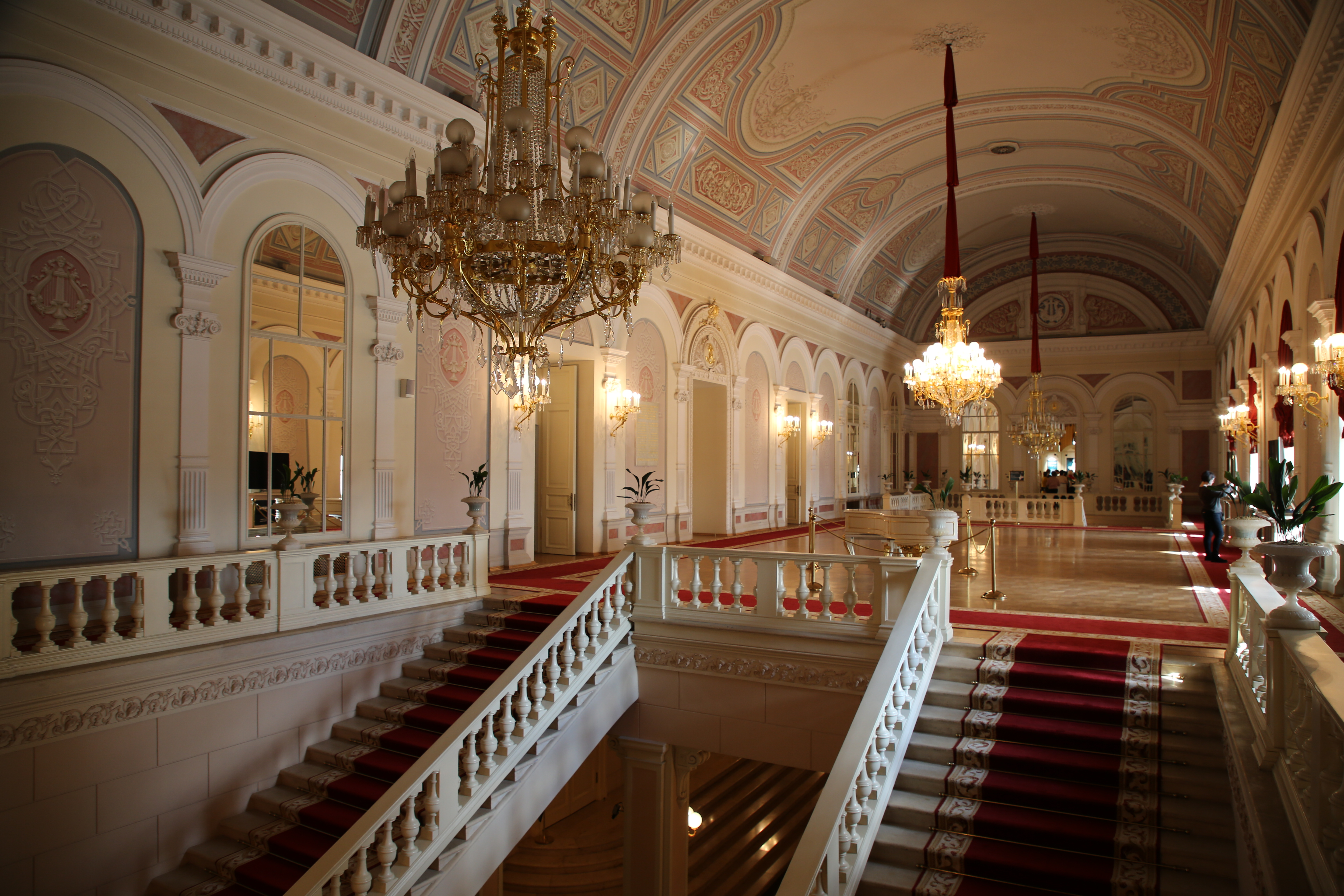
Фойе, 2019 год

## Награды
- Два ордена Ленина.
- Благодарность Президента Российской Федерации (22 марта 2001 года) — за большой вклад в развитие отечественной культуры и в связи с 225-летием[92].
- Почётная грамота Московской городской Думы (14 марта 2001 года) — за заслуги перед городским сообществом и в связи с 225-летием со дня основания[93]

## Происшествия
В 2021 году во время оперы «Садко» погиб артист. На артиста мимического ансамбля упала декорация и придавила шею. Спасти 37-летнего мужчину не удалось.